# Odilon Redon
Odilon Redon (nascido Bertrand Redon; francês: [ʁədɔ̃]; Bordeaux, 20 de abril de 1840―Paris, 6 de julho de 1916) foi um pintor, gravador, desenhista e pastelista francês, considerado um dos mais importantes pintores do simbolismo, por ser ter sido um dos primeiros em criar uma linguagem plástica única, particular e original.
Redon foi um dos membros mais destacados do movimento simbolista, cujas bases teóricas foram definidas pelos manifestos do poeta Mallarmé e pela estética romântica. Diferente da obra de seus colegas, a sua chegou aos limites da sugestão e da abstração, e pode-se dizer que, tanto formal quanto conceitualmente, chegou, de modo visionário, perto da futura vanguarda surrealista.
No início de sua carreira, antes e depois de lutar na Guerra Franco-Prussiana, trabalhou quase que exclusivamente em carvão e litografia, obras conhecidas como noirs. Ele começou a ganhar reconhecimento depois que seus desenhos foram mencionados no romance de 1884 À rebours (Às avessas) de Joris-Karl Huysmans. Durante a década de 1890, ele começou a trabalhar em pastel e óleo, que rapidamente se tornou seu meio favorito, abandonando completamente seu estilo anterior de noirs após 1900. Ele também desenvolveu um grande interesse pela religião e cultura hindu e budista, que se mostrou cada vez mais em seu trabalho.
Ele é talvez mais conhecido hoje pelas pinturas "oníricas" criadas na primeira década do século XX, que foram fortemente inspiradas na arte japonesa e que, embora continuando a se inspirar na natureza, flertavam fortemente com a abstração. Seu trabalho é considerado um precursor tanto do dadaísmo quanto do surrealismo.

## Biografia
Odilon Redon nasceu em Bordeaux, Aquitaine, em uma família próspera. Ele era o segundo filho de Marie Odile, nascida Marie Guérin (1820–1909), crioula, e Bertrand Redon (c. 1798–1874), francês. O pai de Redon fez fortuna no comércio de escravos na Louisiana na década de 1830. Redon foi concebido em Nova Orleans e o casal fez a viagem transatlântica de volta à França enquanto sua mãe Marie estava grávida. O jovem Bertrand Redon adquiriu o apelido de "Odilon" do primeiro sobrenome de sua mãe, Odile. Redon começou a desenhar ainda criança; aos dez anos, ganhou um prêmio de desenho na escola. Começou o estudo formal do desenho aos quinze anos, mas, por insistência do pai, mudou para a arquitetura. A falha em passar nos exames de admissão na École des Beaux-Arts de Paris encerrou qualquer plano de carreira como arquiteto, embora tenha estudado pintura brevemente com Jean-Léon Gérôme em 1864. (Seu irmão mais novo, Gaston Redon, se tornaria um arquiteto notável.)
Em sua juventude, foi inspirado pelo botânico Armand Clavaud, que incentivou o entusiasmo de Redon pelo romantismo, especialmente às pinturas de Delacroix, e o introduziu às obras de biólogos como Darwin, de Charles Baudelaire (que seria o favorito de Redon), de Spinoza, a poesias hindus e à sua visão científica e filosófica que concedia primazia à imaginação. Clavaud propunha um esquema de diferentes tipos de inteligências, e nesse modelo dividia duas realidades à atividade intelectual: a superior, em que o artista, filósofo e cientista confia na "abstração consciente e inconsciente", e a inferior, das atividades cotidianas. O interesse pelo que foi chamado de "dipsiquismo" (que propunha dois egos ou mentes em um indivíduo) continuou na França como uma reação ao positivismo, que rejeitava o estudo do inconsciente, e foi favorecido no fin de siècle pelo estudo da hipnose e crescimento do interesse no espiritualismo. Redon reconheceria ao longo de sua vida o débito que tinha a Clavaud.

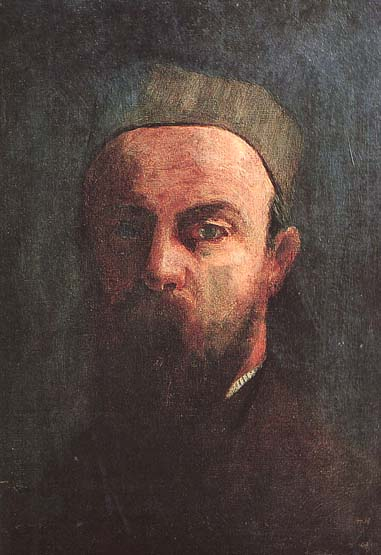
Autorretrato, 1880

Sua iniciação teve mais a ver com a arte gráfica do que com a pintura. De fato, Redon aprendeu as técnicas da gravura com Bresdin, influenciado pela obra de Doré. Como pintor, interessou-se pelas paisagens da Escola de Barbizon e pela obra de Rembrandt. Foi de volta à sua terra natal, Bordeaux, que ele começou a esculpir, e Rodolphe Bresdin o instruiu em gravura e litografia. Sua carreira artística foi interrompida em 1870, quando foi convocado para servir no exército na Guerra Franco-Prussiana até o fim em 1871.

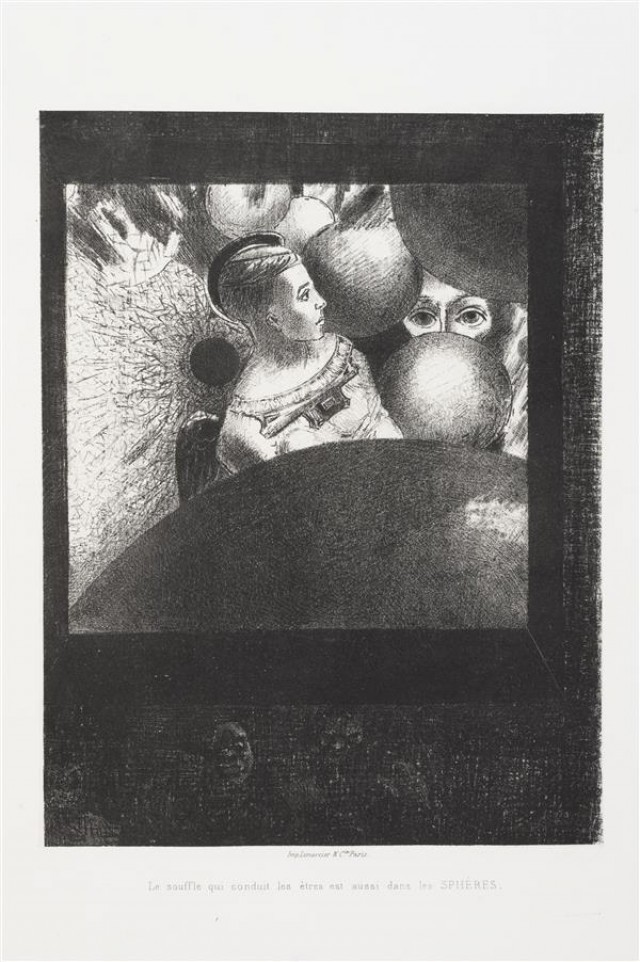
"O sopro que conduz os seres está também nas esferas", 1882

No final da guerra, mudou-se para Paris e voltou a trabalhar quase exclusivamente em carvão e litografia. Ele chamou seus trabalhos visionários, concebidos em tons de preto, de seus noirs ("negros"). Não foi até 1878 que seu trabalho ganhou algum reconhecimento com o Espírito Guardião das Águas; ele publicou seu primeiro álbum de litografias, intitulado Dans le Rêve, em 1879. Ainda assim, Redon permaneceu relativamente desconhecido até o aparecimento em 1884 de um romance cult de Joris-Karl Huysmans intitulado À rebours ("Às avessas"). A história apresentava um aristocrata decadente que colecionava os desenhos de Redon.
Em 1884 ajudou a fundar com Paul Gauguin e Georges Seurat o Salon des Indépendants (ou Salão dos Independentes) e também participou das exposições do grupo Les XX, em Bruxelas. A partir de 1890 relacionou-se com os poetas simbolistas Mallarmé e Huysmans.
A técnica mais utilizada por Redon foi o pastel, que lhe permitia trabalhar as cores com texturas diferentes e bastante mescladas. Seu mundo de visões e sonhos, povoado de criaturas estranhas e às vezes monstruosas, fascinou os jovens do grupo Nabis e influenciou significativamente os surrealistas. Suas gravuras são ricas com uma visão muito pessoal de um universo de sonho. Ele mesmo declarou, "...deixo livre a minha imaginação no sentido de utilizar tudo o que a litografia pode me oferecer. Cada uma das muitas peças é o resultado de uma procura apaixonada do máximo que pode ser extraído da conjugação do uso do lápis, papel e pedra". A partir da década de 1890, pastel e óleos tornaram-se sua mídia favorita; ele não produziu mais noirs depois de 1900. Em 1899, expôs com os Nabis na casa do marchand Durand-Ruel.
Redon tinha um grande interesse na religião e cultura hindu e budista. A figura do Buda se mostrava cada vez mais em sua obra. Influências do japonismo misturaram-se à sua arte, como a pintura A Morte do Buda por volta de 1899, diversas pinturas denominadas O Buda, Jacó e o Anjo em 1905, e Vaso com guerreiro japonês em 1905, entre muitas outras.

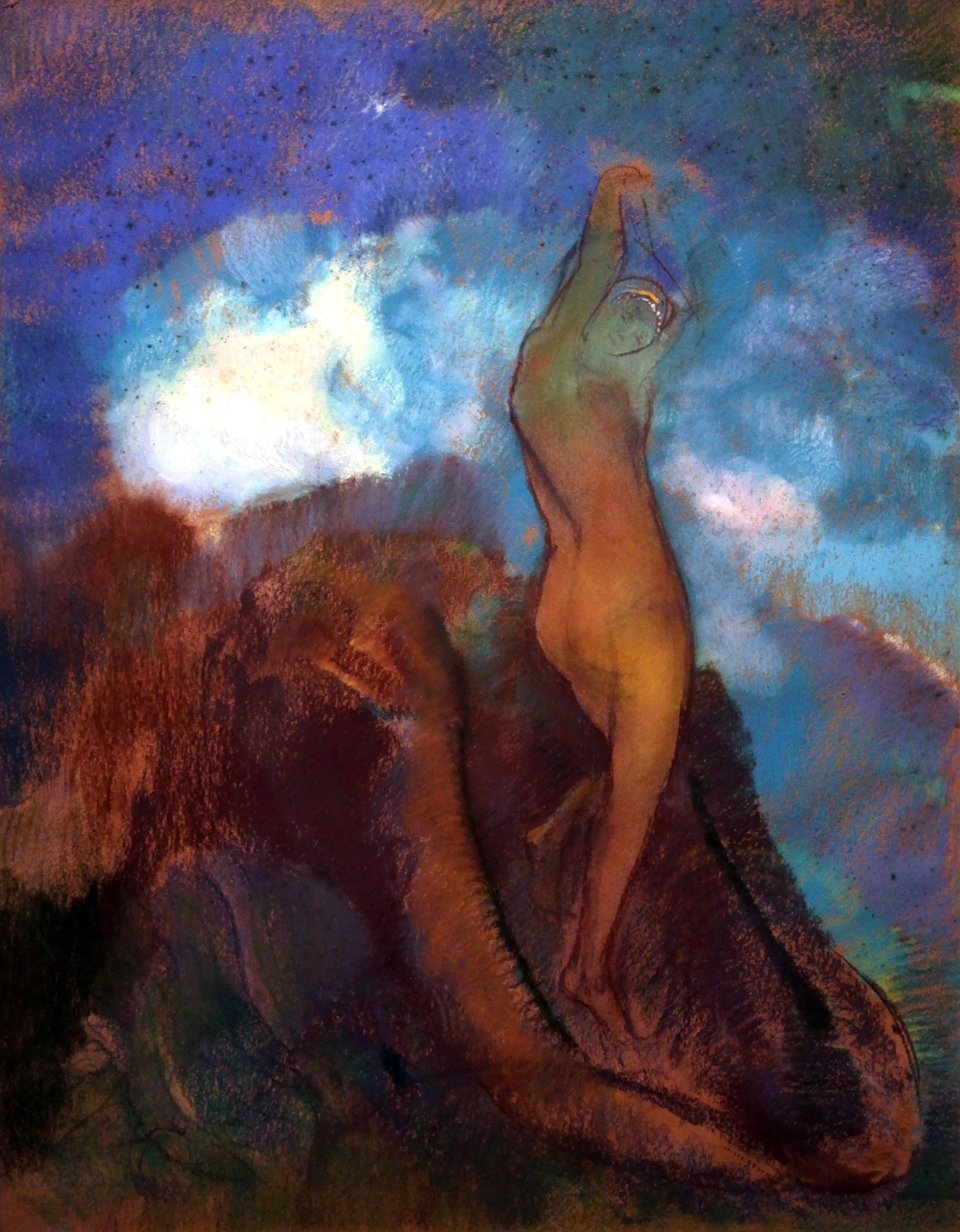
O Nascimento de Vênus, c. 1912

O barão Robert de Domecy (1867–1946) encomendou ao artista em 1899 a criação de 17 painéis decorativos para a sala de jantar do Château de Domecy-sur-le-Vault, perto de Sermizelles, na Borgonha. Redon havia criado grandes obras decorativas para residências particulares no passado, mas suas composições para o château de Domecy em 1900-1901 foram suas composições mais radicais até então e marcam a transição da pintura ornamental para a abstrata. Os detalhes da paisagem não mostram um local ou espaço específico. Apenas detalhes de árvores, galhos com folhas e flores brotando em um horizonte sem fim podem ser vistos. As cores utilizadas são principalmente amarelo, cinza, marrom e azul claro. A influência do estilo de pintura japonês encontrado nas telas dobráveis, byōbu, é perceptível em sua escolha de cores e nas proporções retangulares da maioria dos painéis de até 2,5 metros de altura. Quinze deles estão localizados hoje no Musée d'Orsay, adquirido em 1988.
Domecy também contratou Redon para pintar retratos de sua esposa e sua filha Jeanne, dois dos quais estão nas coleções do Musée d'Orsay e do Getty Museum, na Califórnia. A maioria das pinturas permaneceu na coleção da família Domecy até a década de 1960.

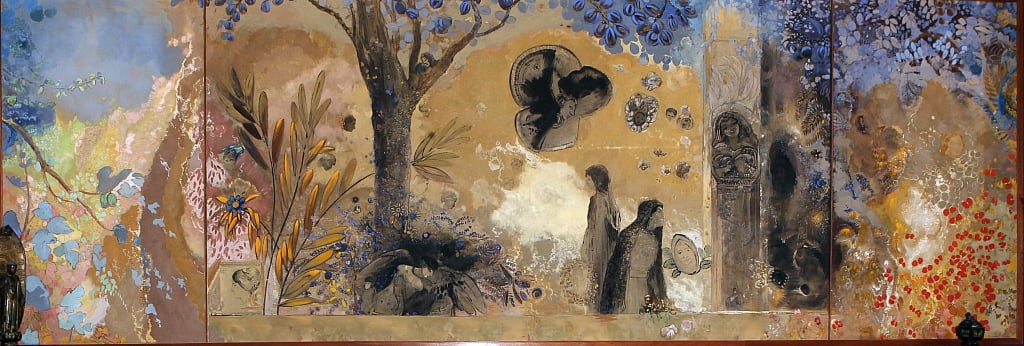
A Noite (1911), um dos painéis decorativos de Redon na biblioteca da Abadia de Fontfroide, encomendados por Gustave Faret. É uma das obras mais avançadas, representando um pico e síntese do estilo do artista, pintada 5 anos antes de sua morte.

Além de pintura, Redon também escreveu poemas e prosa. Uma história curta inacabada de 1877 foi chamada Le Récit de Marthe la folle ("O Relato de Marta, a louca"), em que retrata uma personagem crioula em dilema cultural e psíquico: ela estudava na França, mas retornou à sua mãe em volta a Madagascar, e então se instala um conflito instintual de se estar com a natureza, evocada por sua terra natal, após ter formado sua autoconsciência. A história empregou terminologia científica apresentada na obra de von Hartmann, traduzida em francês no mesmo ano, Filosofia do Inconsciente. Odilon provavelmente nela espelha a travessia do Atlântico que seus pais fizeram em 1840, com Marie Odile grávida dele aos 20 anos; bem como a pressão instintual de forças inconscientes que ele recebia em sua criatividade. Redon em sua autobiografia conta que o que preservou sua sanidade nessa época foi suas pinturas noirs e o apoio daquela que seria sua esposa, Camille Antoinette Falte (1852-1923). Ela o ajudou a lidar com seus sentimentos direcionados à sua mãe Marie, a única de seus pais que estava viva então. Odilon conheceu Camille quando ele tinha 36 anos e esta tinha 24 anos, nascida na Ilha da Reunião a quem ele chamaria de "crioula" e "discípula de Maomé", tornando-se sua musa exótica idealizada.
Em 1903 Redon foi premiado com a Legião de Honra. Sua popularidade aumentou quando um catálogo de gravuras e litografias foi publicado por André Mellerio em 1913; nesse mesmo ano, ele recebeu a maior representação individual na inovadora Exposição Internacional de Arte Moderna do EUA (também conhecida como Armory Show), em Nova York, Chicago e Boston.
Redon morreu em 6 de julho de 1916.

## Análise da obra

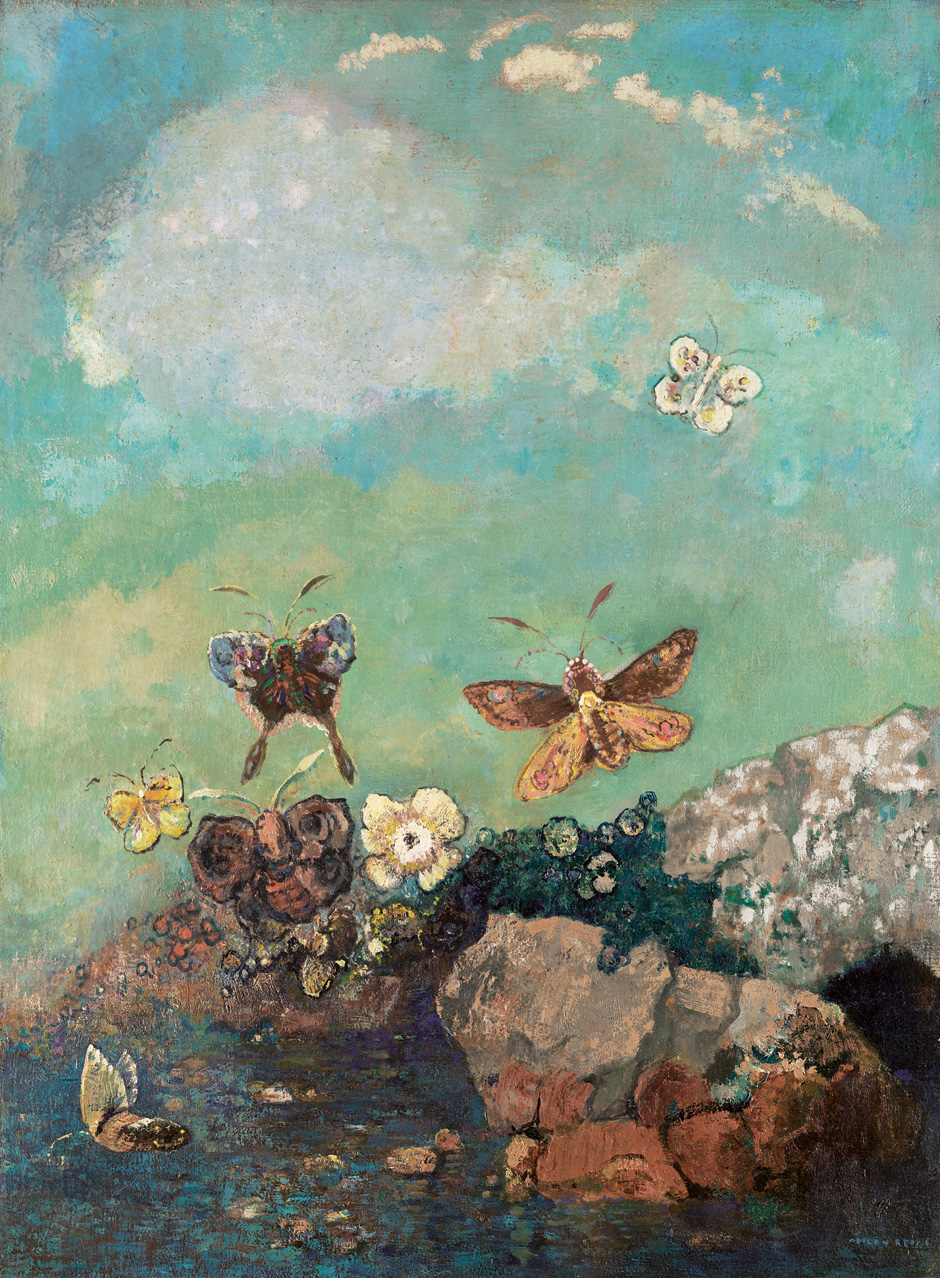
Borboletas, por volta de 1910 (Museu de Arte Moderna)

Durante seus primeiros anos como artista, as obras de Redon foram descritas como "uma síntese de pesadelos e sonhos", pois continham figuras sombrias e fantásticas da própria imaginação do artista. Seu trabalho representa uma exploração de seus sentimentos internos e psique. Ele mesmo quis colocar "a lógica do visível a serviço do invisível". Uma fonte reveladora da inspiração de Redon e das forças por trás de suas obras pode ser encontrada em seu diário A Soi-même ("A si mesmo"). De seu processo ele escreveu:
"Muitas vezes, como exercício e sustento, pintei diante de um objeto até os menores acidentes de sua aparência visual; mas o dia me deixava triste e com uma sede insaciável. No dia seguinte deixava correr a outra fonte, a da imaginação, através da recordação das formas e ficava então tranquilizado e apaziguado."
O mistério e a evocação dos desenhos de Redon são descritos por Joris-Karl Huysmans na seguinte passagem do romance À rebours (1884):
"Essas eram as pinturas com a assinatura: Odilon Redon. Elas portavam, entre suas molduras douradas de pereira não polida, imagens inimagináveis: uma cabeça tipo merovíngia, repousando sobre uma xícara; um homem barbudo, que lembra tanto um padre budista quanto um orador público, tocando uma enorme bala de canhão com o dedo; uma aranha com rosto humano alojada no centro do corpo. Depois havia esboços a carvão que mergulhavam ainda mais fundo nos terrores dos sonhos febris. Aqui, em um enorme dado, uma pálpebra melancólica piscava; por ali estendiam-se paisagens secas e áridas, planícies calcinadas, terrenos ondulantes e trêmulos, onde vulcões irrompiam em nuvens rebeldes, sob céus fétidos e turvos; às vezes os assuntos pareciam ter sido tirados dos pesadelos da ciência e remontam aos tempos pré-históricos; flora monstruosa floresceu nas rochas; em todos os lugares, entre os blocos erráticos e a lama glacial, havia figuras cuja aparência simiesca—maxilar pesado, sobrancelhas salientes, testa recuada e topo de crânio achatado—lembrava a cabeça ancestral, a cabeça do primeiro período quaternário, a cabeça do homem quando ele ainda era frutívoro e sem fala, contemporâneo do mamute, do rinoceronte de narinas septadas e do urso gigante. Esses desenhos desafiavam a classificação; ignorando, em grande parte, as limitações da pintura, eles introduziram um tipo muito especial do fantástico, nascido da doença e do delírio."
O historiador de arte Michael Gibson diz que Redon começou a querer que suas obras, mesmo as mais escuras em cores e temas, retratassem "o triunfo da luz sobre as trevas".
Redon descreveu seu trabalho como ambíguo e indefinível: "Meus desenhos inspiram, e não devem ser definidos. Eles nos colocam, assim como a música, no reino ambíguo do indeterminado."
Segundo André Mellerio, o conjunto da obra de Redon passou por uma evolução influenciada pela intensificação do contato e abertura que o pintor teve com seus pares e contexto cultural. O artista gradualmente realizou uma reconversão, saindo do preto e branco e temas "assombrados" e transitando a cores e a temas líricos já desde a época de 1870, consolidando o último estilo na década de 1890. Porém, ele tinha cautela em evitar temas místicos, e recusou participar de uma exibição simbolista em 1893. Preferia transmitir valores espirituais através de linhas, cores e luz. Por fim, nota-se maior participação do artista a associações de pintores e escritores de movimentos ocultistas, havendo incorporação de diversas ideias religiosas em suas pinturas espirituais de fase mais avançada.

De início, tornou-se renomado por seus noirs—desenhos a carvão e litografias reproduzidas. Nas décadas de 1860 e 1870, Redon começara a se demonstrar mais inventivo em seus desenhos à grafite, empregando noções de evolucionismo ao desenvolvimento artístico e associando o estilo preto e branco a termos como "introversão", "abstração", "sonho", segundo as convenções românticas do lado obscuro da natureza e do inconsciente (compartilhadas também por Clavaud), bem como às estações e à música:
"Quanto a mim, eu trabalho, mas o sol desapareceu e eu me fechei. Definitivamente [o sol] é o nosso grande lar. Ele me abandona durante o inverno para um mundo interior e uma introversão que me leva a desenhos e gravuras dos quais eu provavelmente me ocuparei um pouco." 
"Música é para a noite, para o inverno, para as sombras. É assim com meus desenhos."
O artista admite que seu impulso criativo oscilava, o que variava também de acordo com o lugar, com contraste de que seu trabalho era mais constante quando passou a morar na urbana Paris, em comparação de quando morava em sua terra natal, onde tinha pouco controle sobre sua inspiração, nas interioranas Bordeaux e Peyrereblade.

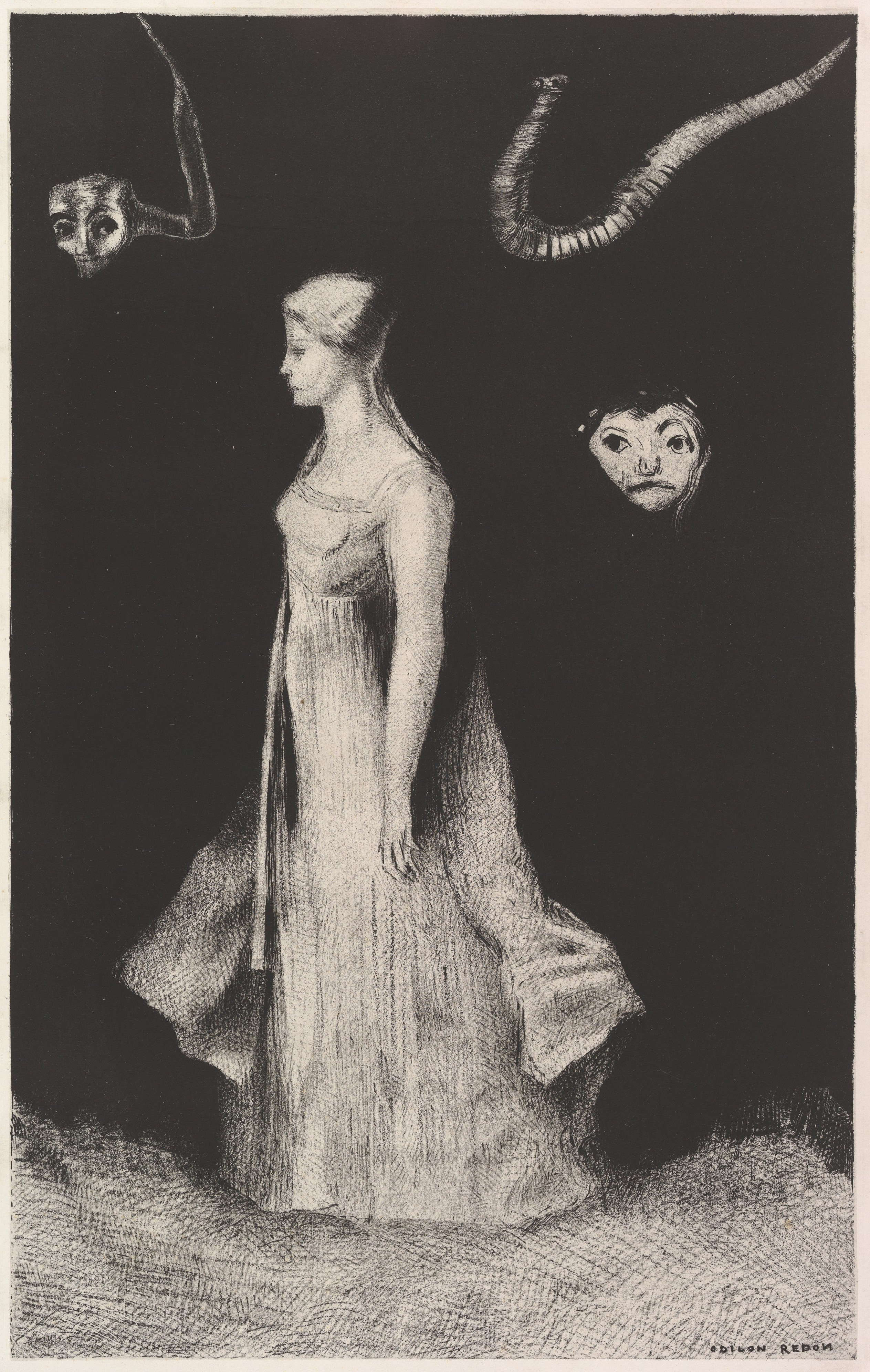
Assombração (1893) representa um estado psicológico, distanciando-se das representações literárias de Satã. O fundo vazio deixado pelo demônio e a silhueta de suas asas passa a ser ocupado por um verme. Segundo André Mellerio, essas figuras são chamadas de "larvas". No ocultismo, segundo Papus, as larvas são "parasitas psíquicos", "corpos astrais" projetados pela imaginação e maus pensamentos, e assombram seu criador.

Ele abandonaria o estilo noir depois em meados de 1890. Conforme ganhava notória publicidade, demonstrava diversas vezes uma personalidade reservada, em que era averso às interpretações de sua arte e se distanciava assumidamente de outros pintores simbolistas, que em maioria na época apresentavam suas obras nos Salões Rosacruzes de Guaïta e Peladan. Nem por isso deixou de se aproximar do ocultismo, e realizou exposição na esotérica Librairie de l'art indépendant de Edmond Bailly, além de ter estado em constante companhia de membros de movimentos místicos na década de 1890. Assim, no começo suas obras participaram de temas comuns, como a moda do satanismo. Porém inovou em sua ênfase de retratar de forma marcante estados psíquicos íntimos, como por exemplo no desenho "Assombração" (Hantise).

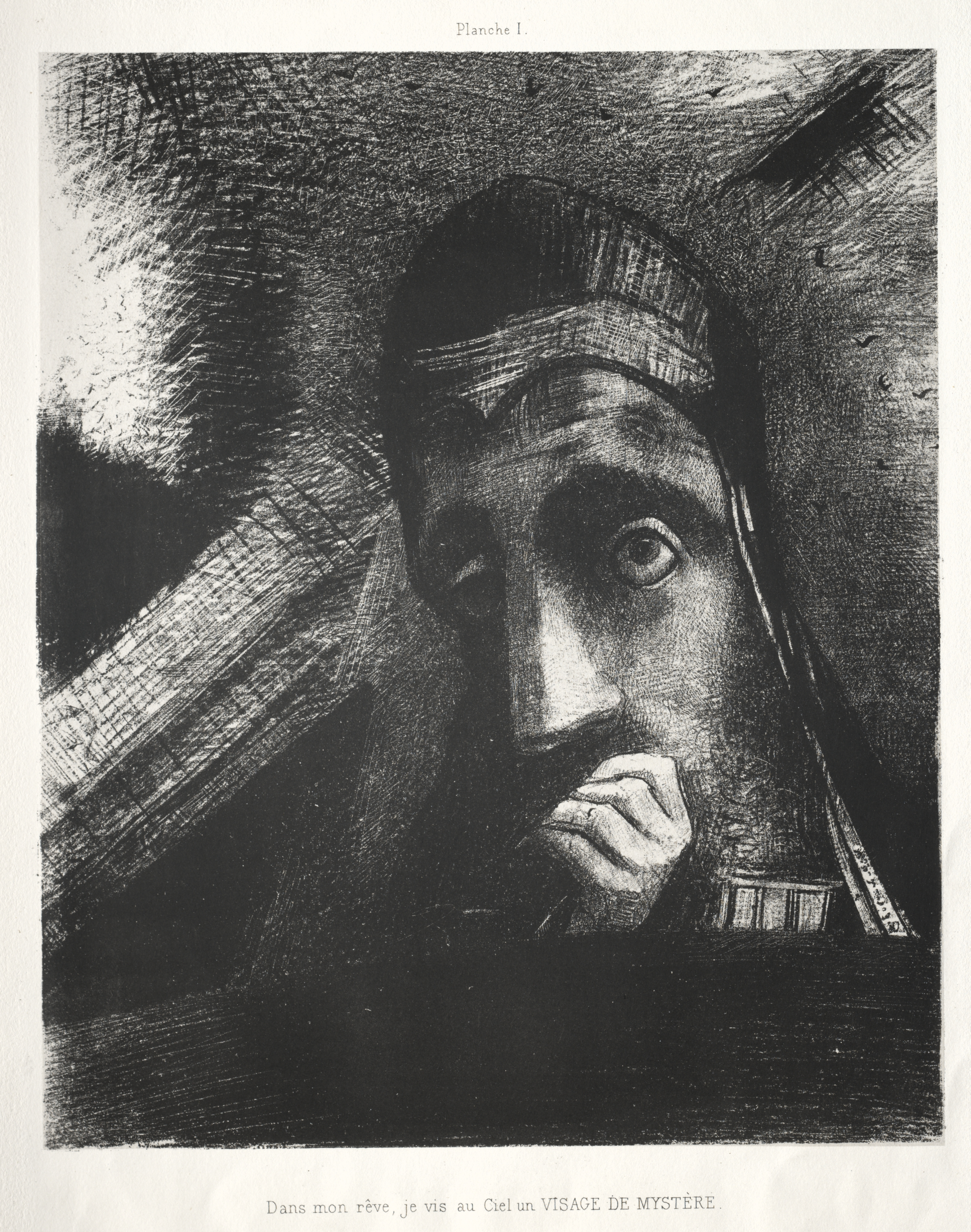
"Em meu sonho eu vi no Céu uma FACE DE MISTÉRIO" (1885). Redon declara no título que teve uma visão, e analisa a face como uma metáfora de sua imaginação: "o mensageiro do 'inconsciente', (...) [que] vem em seu próprio momento, de acordo com o tempo, disposição, lugar, até mesmo as estações"

Ele recebia elogios de críticos simbolistas e esoteristas pelo conteúdo simbólico de suas pinturas, mas não gostava das interpretações que recebiam e valorizava o ato da arte pela arte, simplesmente, em sua realização como produto final de sua imaginação. Quando foi-lhe dito que era considerado o iniciador do movimento simbolista, ele chegou a afirmar que preferia representar mais a natureza do que ideias. Sobre as suposições de sua associação com doutrinas espirituais em voga, Redon afirmou em 1894: "Já tive diversos artigos, alguns deles, para meu desgosto, contaminados com magia. Oh! Você deve saber que não sou nada espírita".

Afirma que sua produção era espontânea sem ideia preconcebida, e critica os pintores do impressionismo:
"Tudo o que pode ser acrescentado a um segmento de parede pela ilusão de nossa própria essência eles não deram. Tudo o que vai além, ilumina ou amplifica o objeto, e eleva o espírito ao reino do mistério, ... [tudo] do não resolvido e sua deliciosa incerteza está totalmente fechado para eles. Tudo o que é receptivo ao símbolo, tudo o que nossa arte contém do inesperado, do impreciso, do indefinível, e que a torna enigmática, [disso] eles se esquivam, eles temem."
Nas pinturas finais, é visto fortemente seu sincretismo religioso, mesclando representações do cristianismo, hinduísmo e budismo. Sobre isso, Redon escreveu em 1911:
"A arte não tem outro fim ou propósito além da própria arte, e a melhor da minha é indeterminada. A arte nunca pode apoiar especificamente a propaganda de uma crença ou culto, ou, nesse sentido, a realização de uma ideia social. Fiz uma Vênus ou um Apolo sem querer que as pessoas se tornassem pagãs; eu também representei Buda, e essa imagem e seu símbolo ainda comovem os corações de uma parte inumerável da humanidade, e esses assuntos (se é que se pode chamá-los de assuntos) são tão sagrados para mim quanto outro."

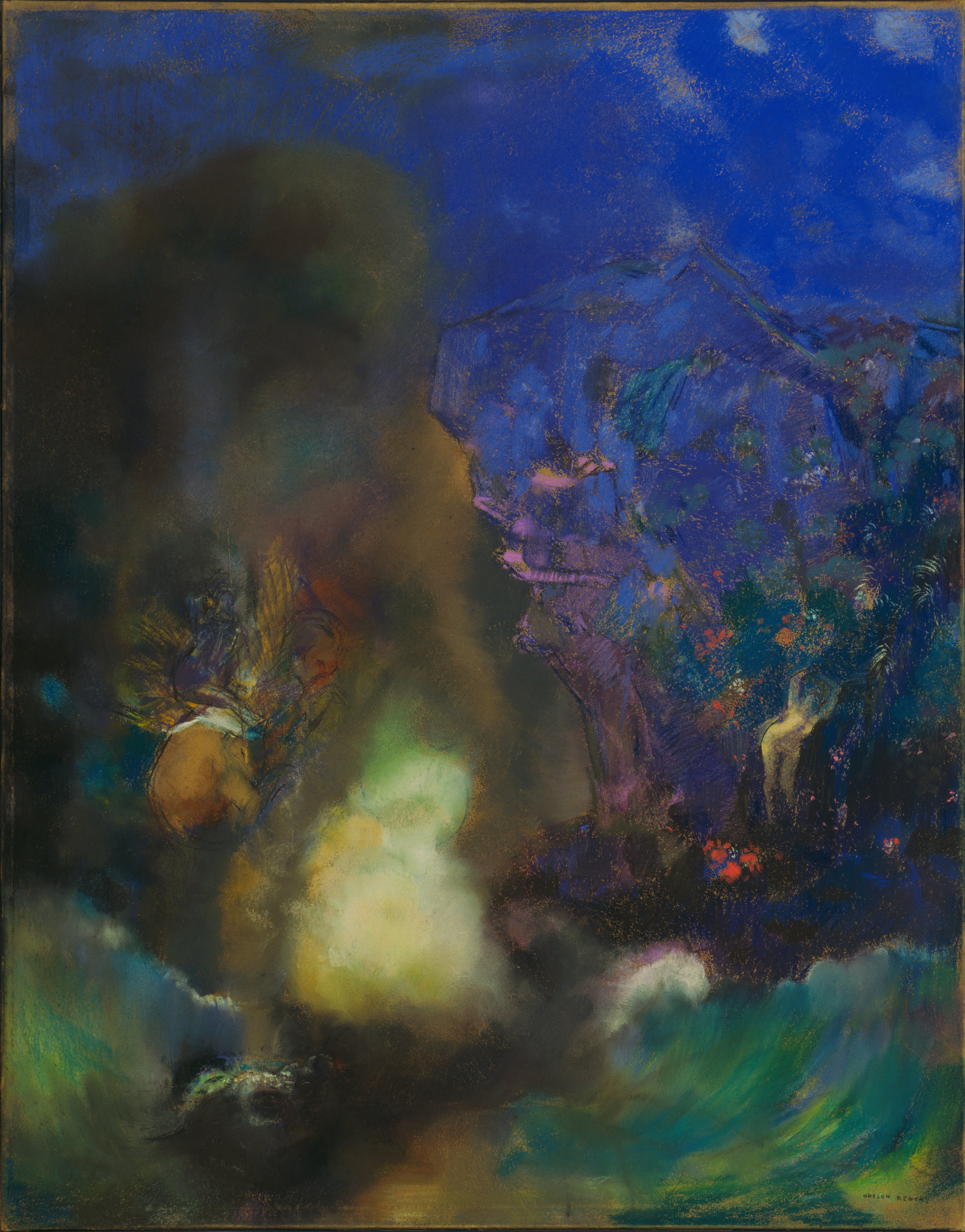
Rogério e Angélica (c. 1910). Baseado em cena de Orlando Furioso, com Rogério em seu corcel de fogo (à esquerda) salvando Angélica (figura à direita) em meio à tormenta, e um dragão no canto inferior esquerdo da pintura.

Buscando a evocação abstrata do espectador a partir do idealismo de suas pinturas, Redon desenvolveu um uso particular das linhas e cores. Ele descreve o efeito desse estilo de composição:
"imagine arabescos de variados meandros que não se desdobram em um plano, mas espacialmente, com todas as consequências mentais que estão implicadas pelos recessos profundos e indeterminados do céu; imagine o jogo de (...) linhas que são projetadas e combinadas com os elementos mais divergentes, inclusive um rosto humano. (...) o efeito que isso terá na mente do espectador [para] estimular sua imaginação"

## Legado
Sua escolha de cor e assunto na segunda parte de sua carreira levou Redon a ser considerado um precursor do dadaísmo e do surrealismo. Segundo o surrealista André Masson, o uso de cores excessivamente brilhantes em seus pastéis de flores, bem como a escolha de retratar espécies incomuns ou imaginárias, torna suas obras "libertadas do naturalismo estilizado", demonstrando assim as "infinitas possibilidades da cromática lírica".
Em 1923 Mellerio publicou Odilon Redon: Peintre Dessinateur et Graveur. Um arquivo dos papéis de Mellerio é mantido pelas Bibliotecas Ryerson & Burnham no Art Institute of Chicago.
Redon foi a inspiração para o curta-metragem de Guy Maddin de 1995, Odilon Redon, or The Eye Like a Strange Balloon Mounts Toward Infinity.
Foram realizadas diversas exposições modernas de sua obra.

## Galeria

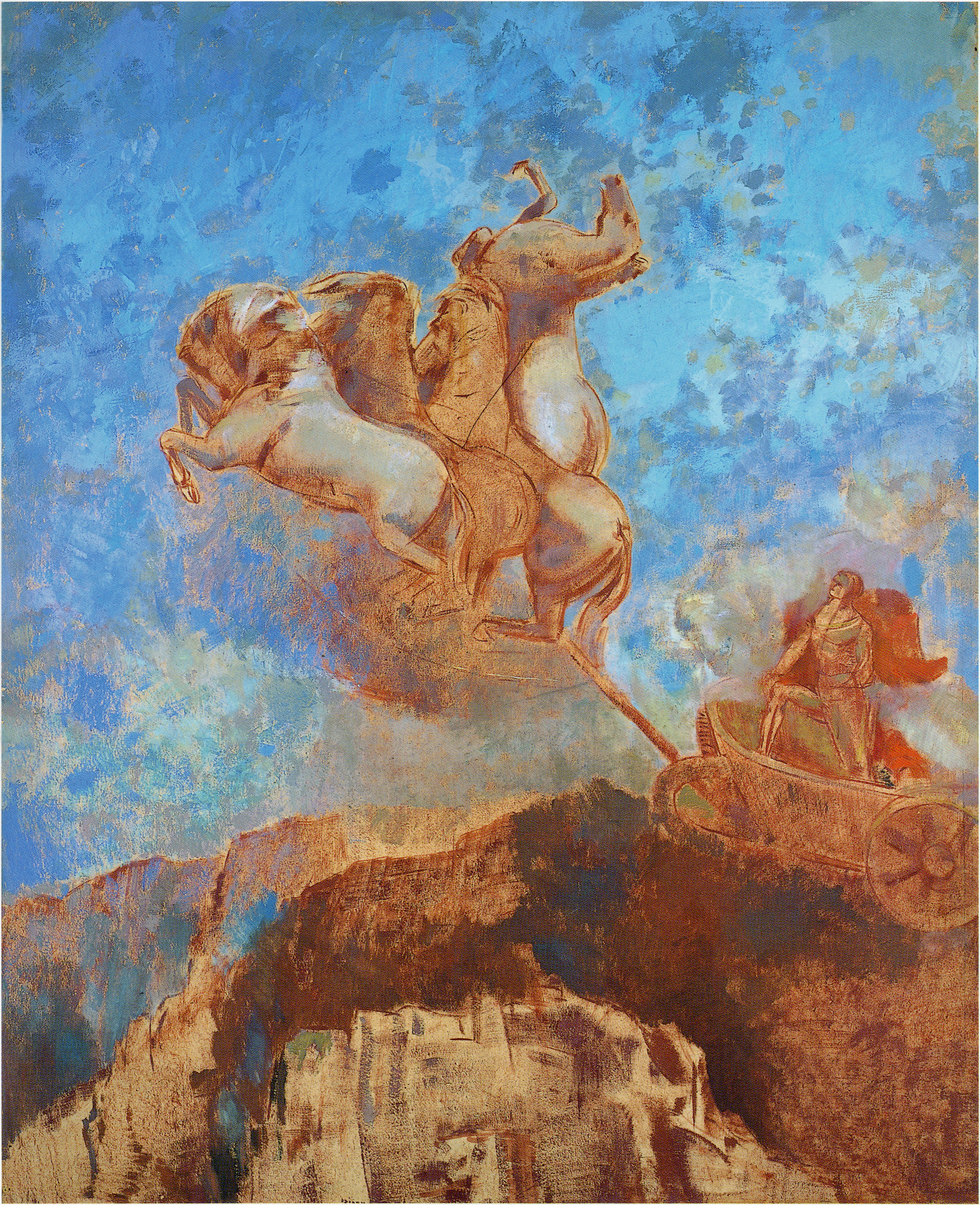
A Carruagem de Apolo, 1909 (Musée des Beaux-Arts de Bordeaux)
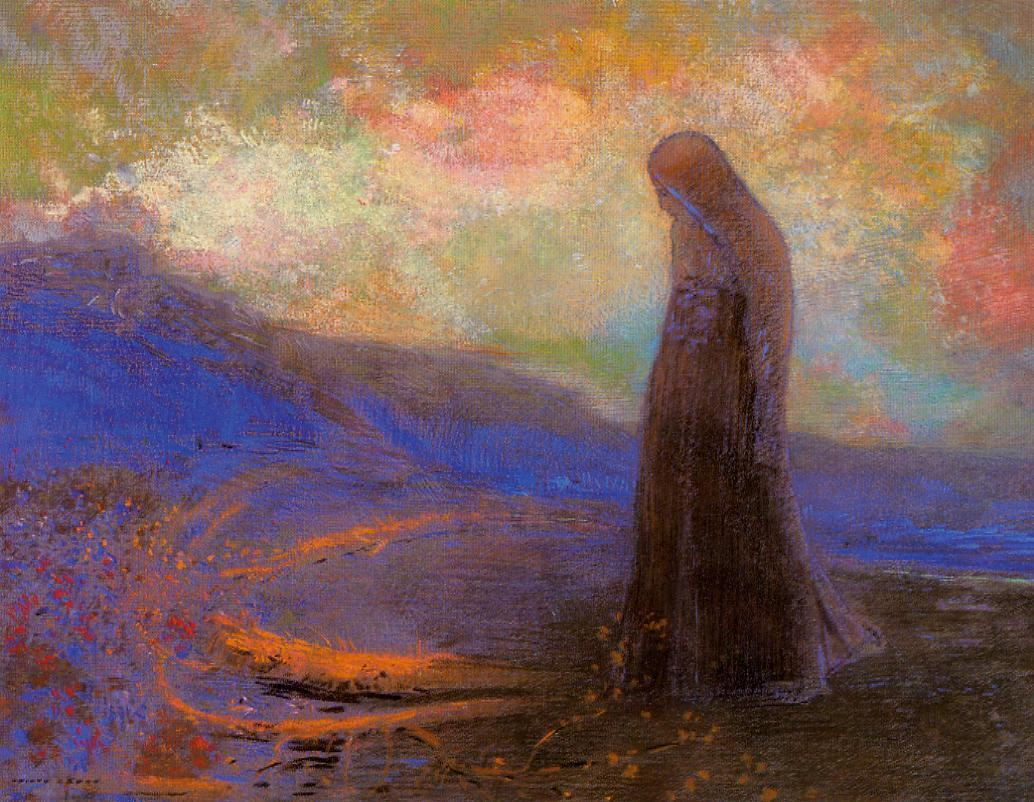
Reflexão, 1900–1905
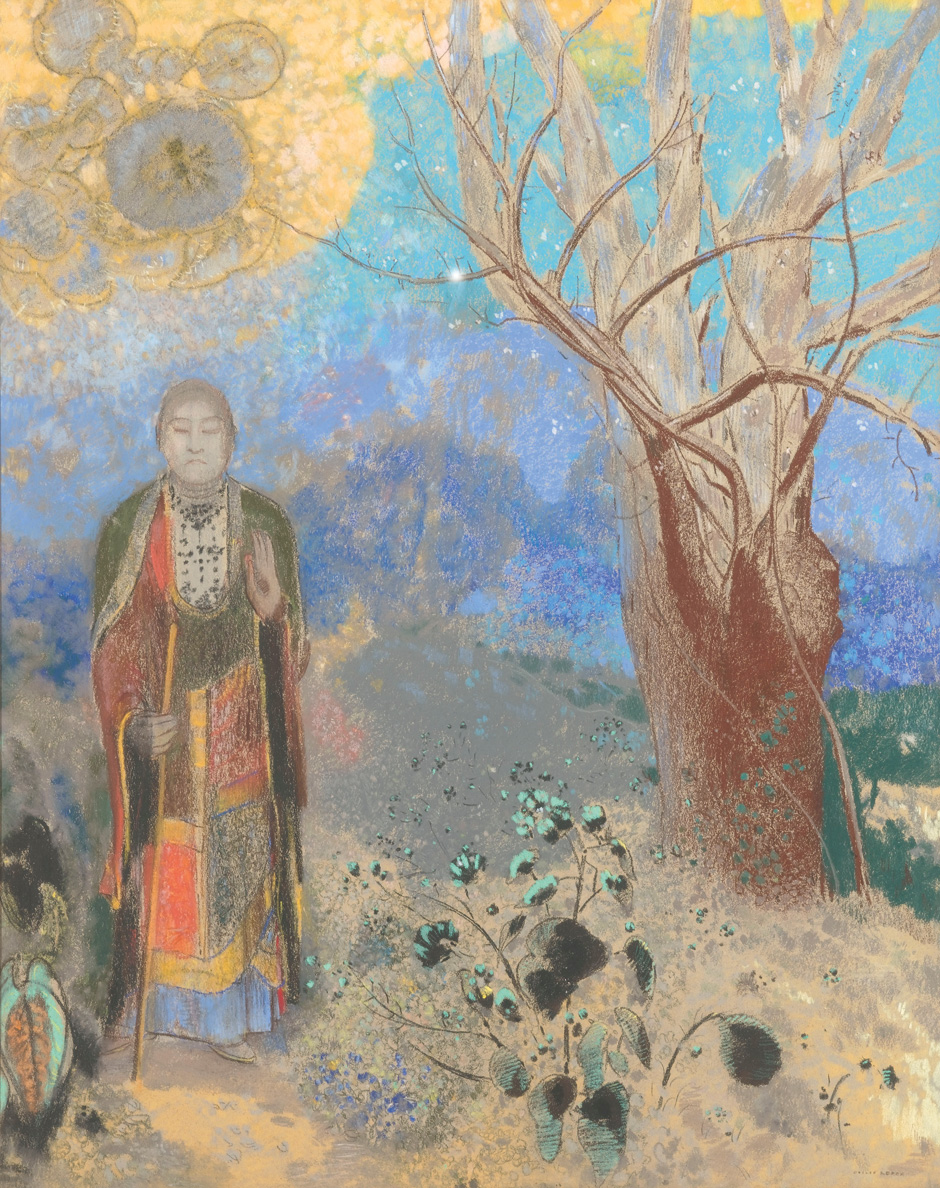
O Buda, 1904 (Musée d'Orsay)
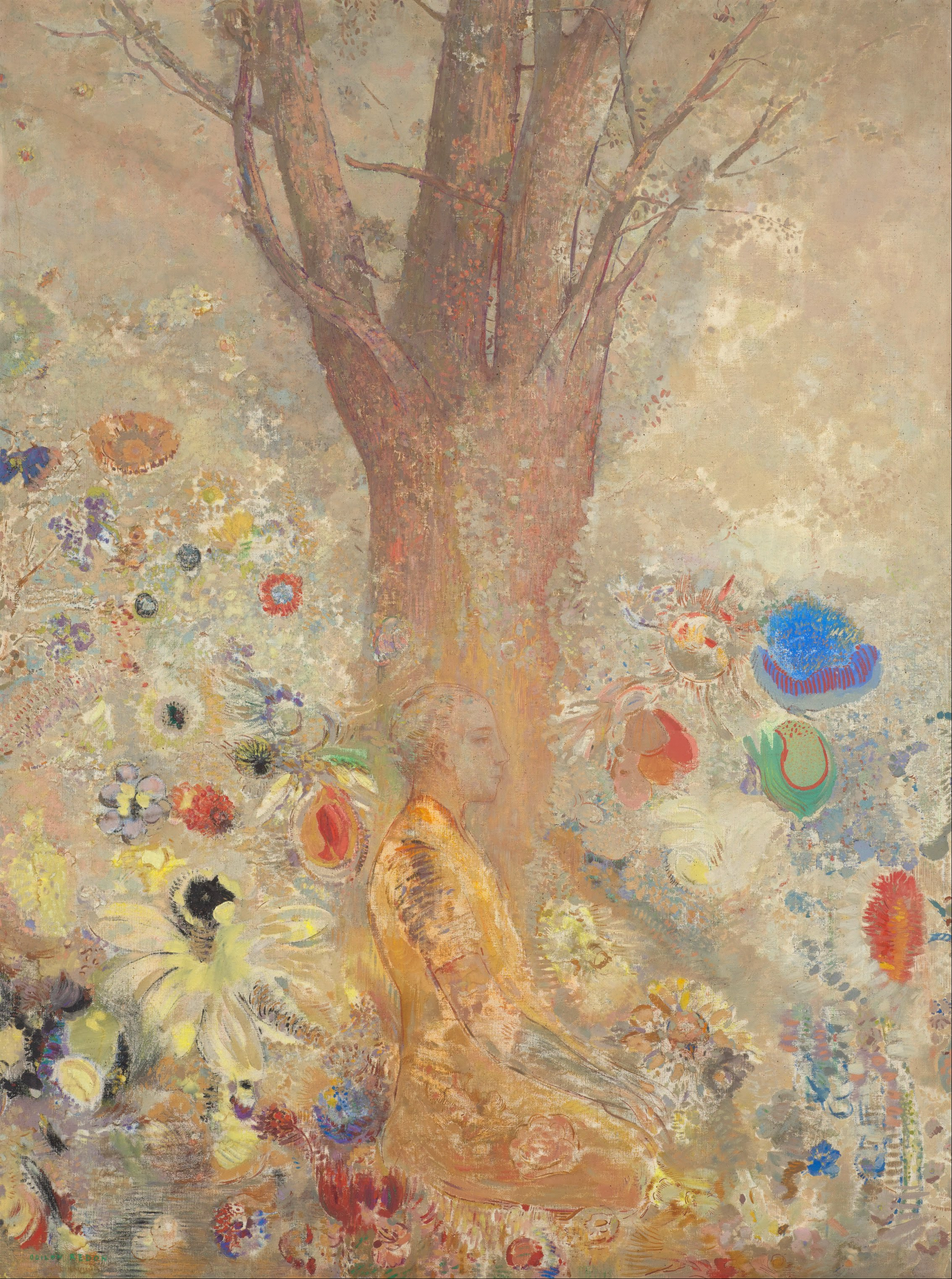
O Buda, 1904, (Museu Van Gogh)
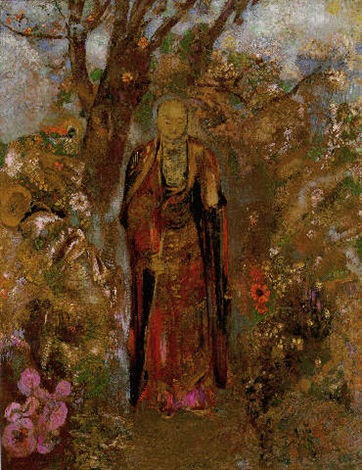
Buda caminhando entre as flores, c. 1905
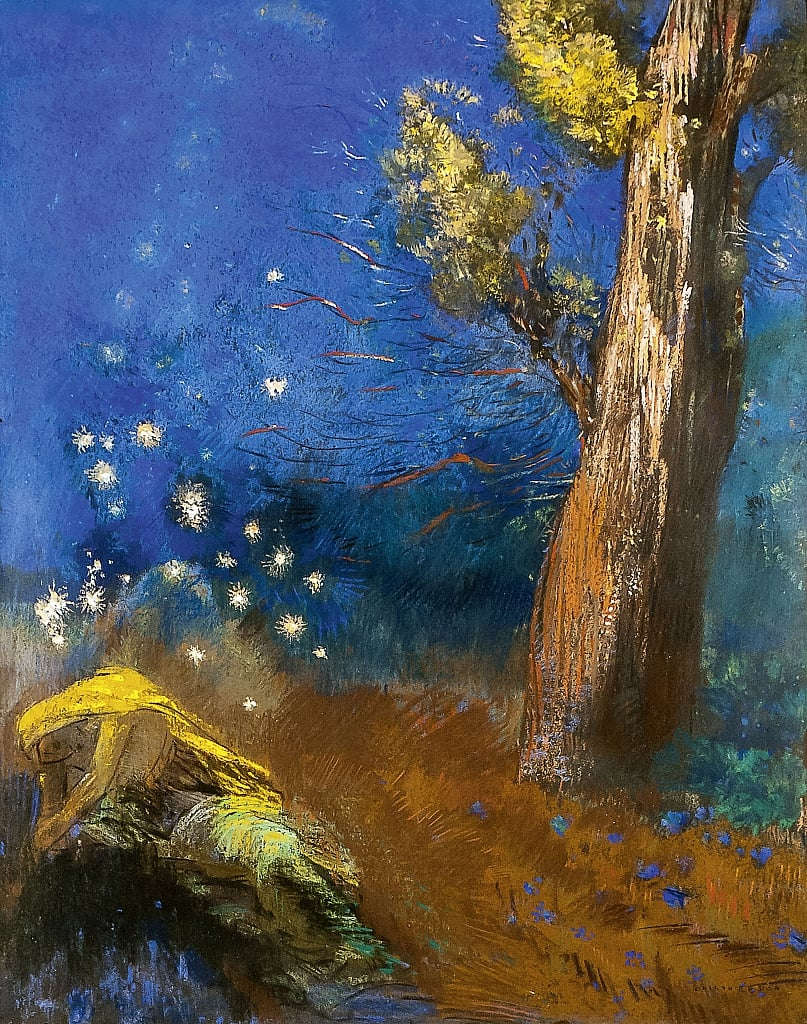
A Morte de Buda, c. 1899
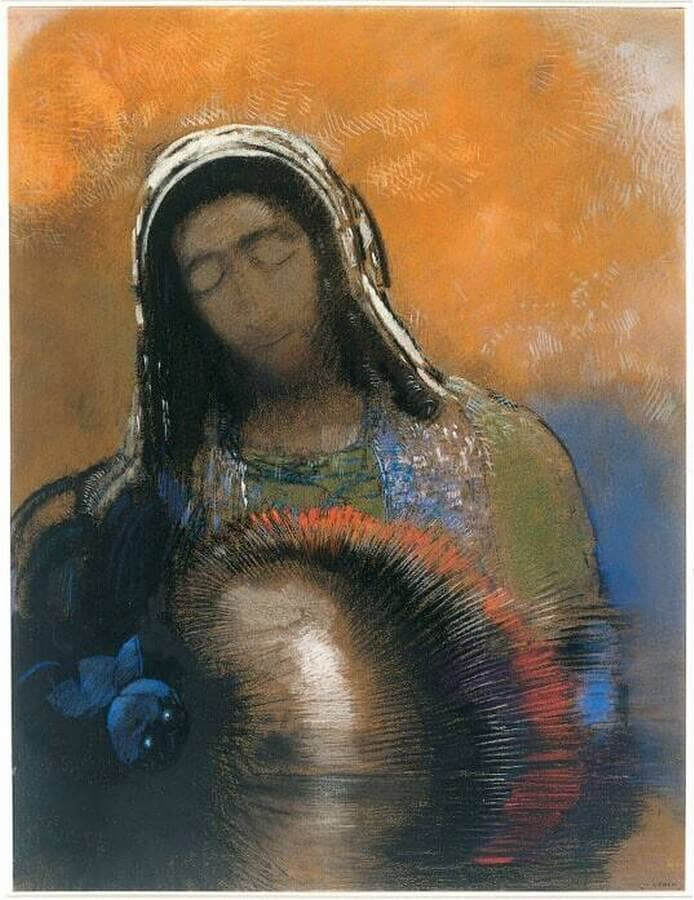
O Sagrado Coração (ou O Buda), c. 1906, Museu Kröller-Müller
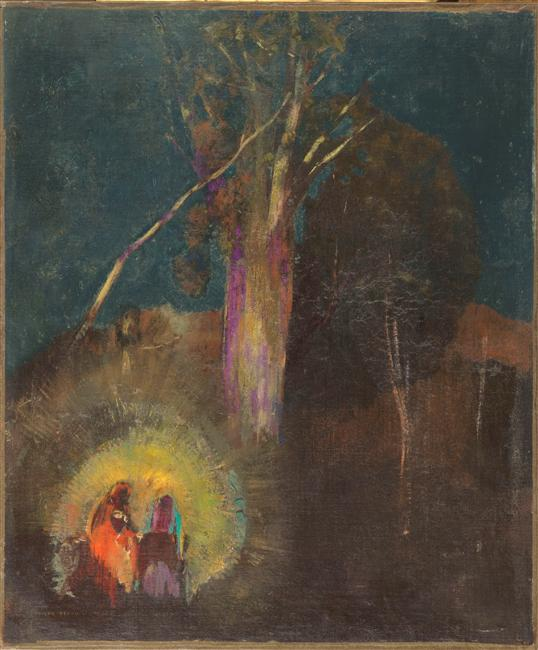
Fuga ao Egito, 1903
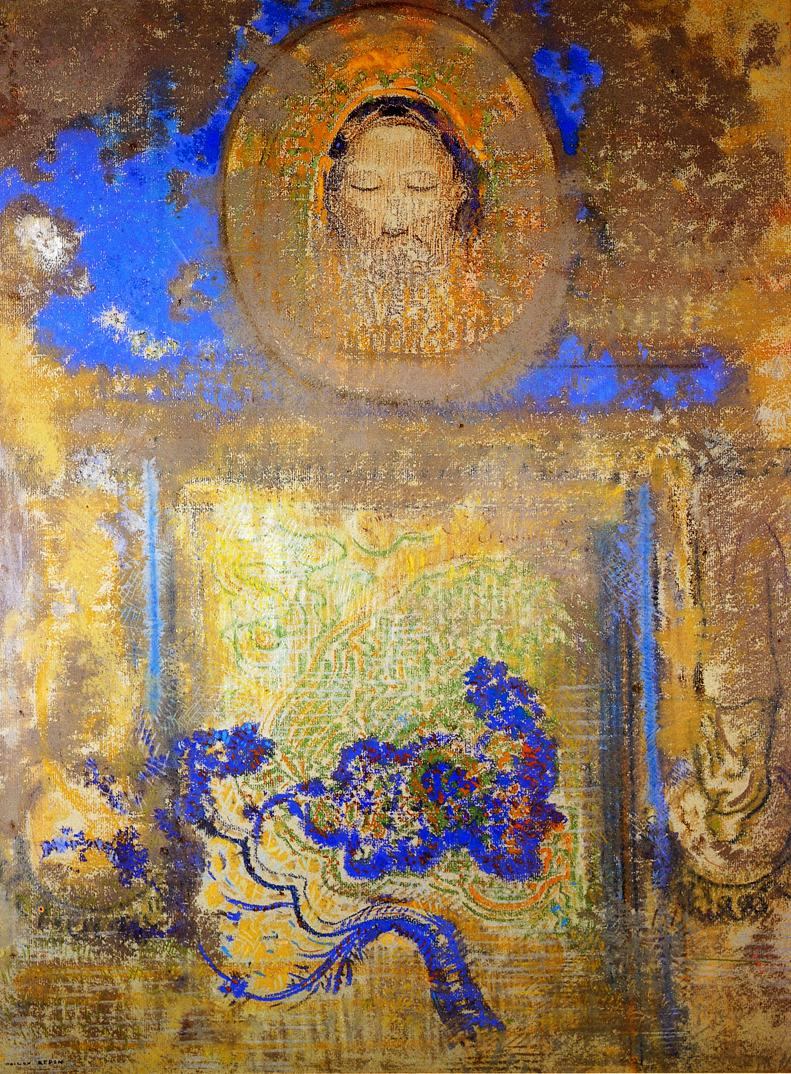
Evocação, sem data, coleção particular
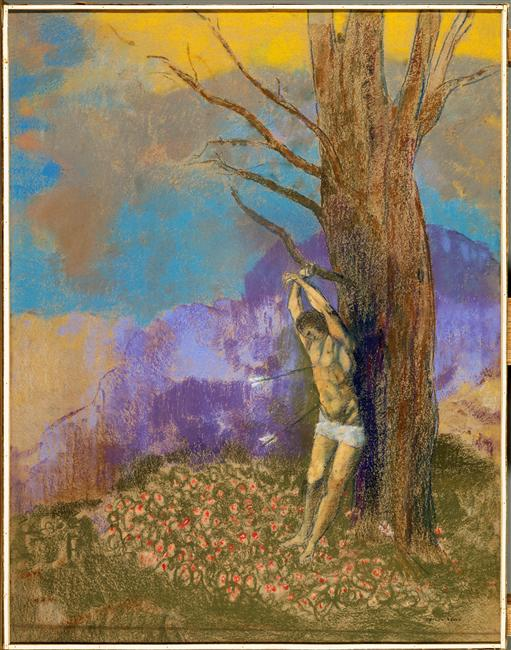
São Sebastião, 1910 (Musée des Beaux-Arts de Bordeaux)
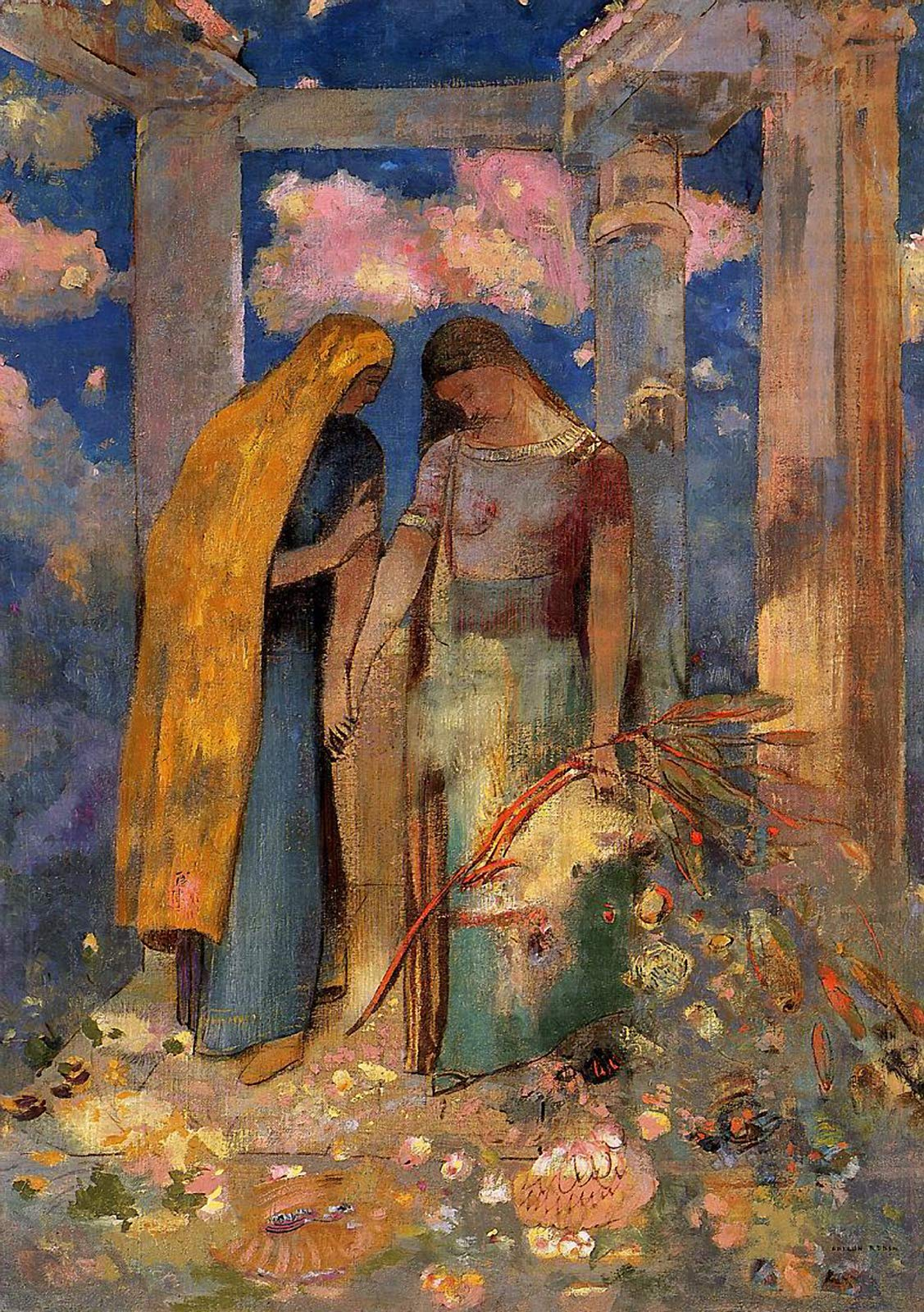
Conversa Mística, c. 1896
Pandora, c. 1914 (Metropolitan Museum of Art)
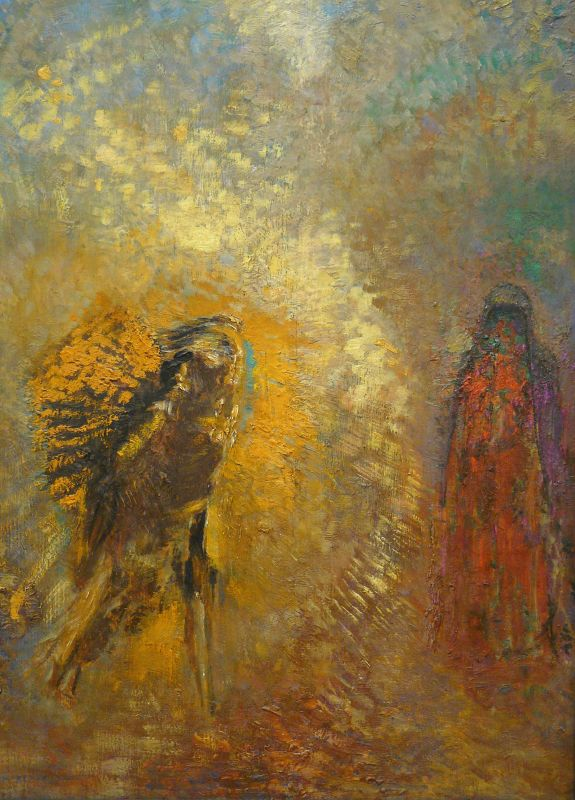
Aparição, 1905
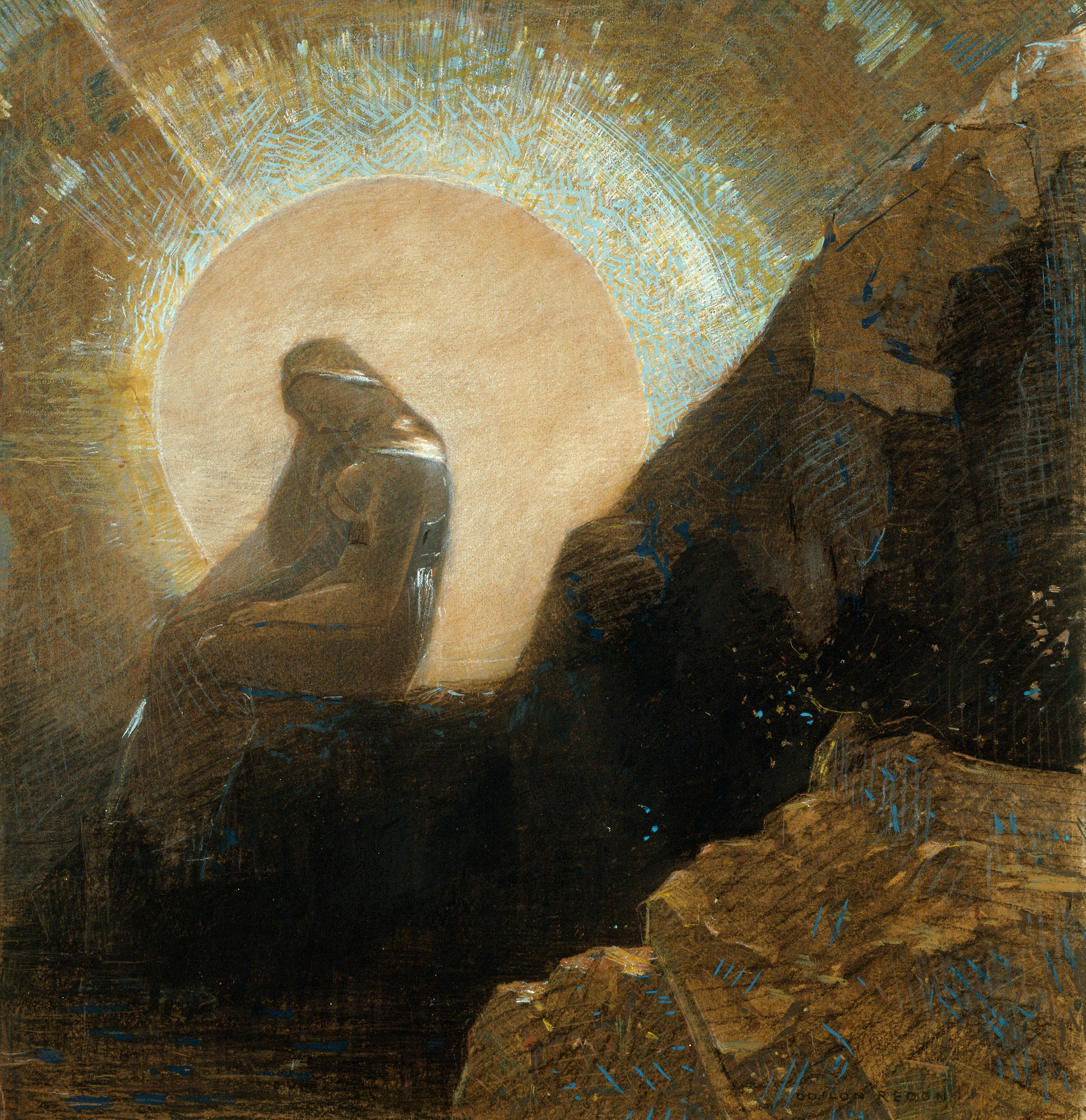
Melancolia, 1876
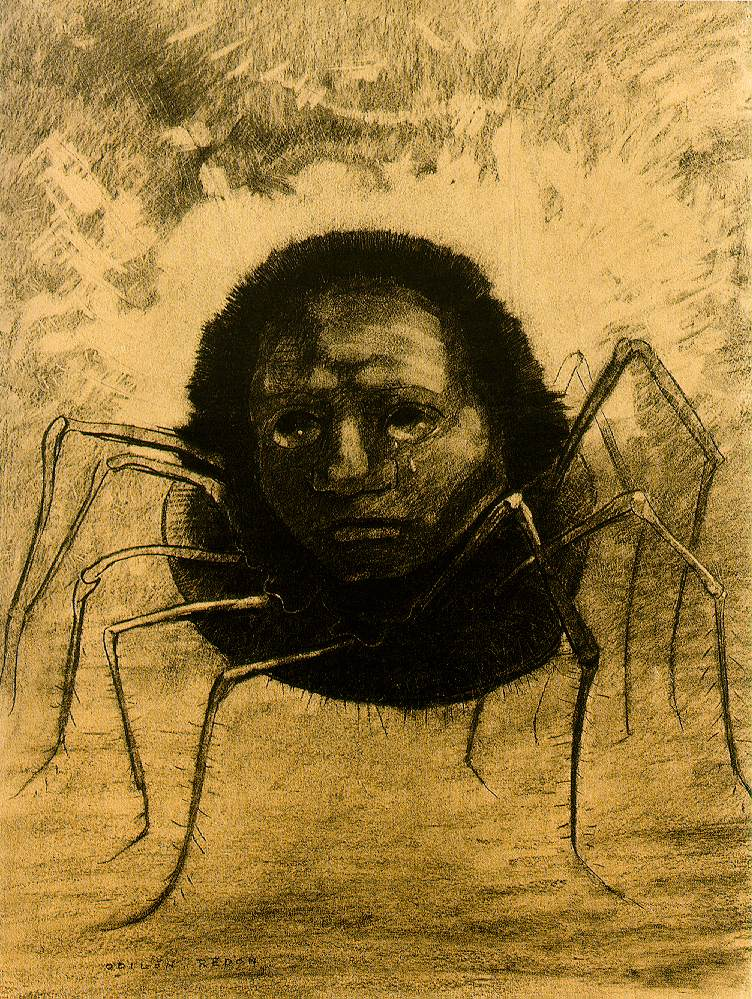
A aranha que chora, 1881
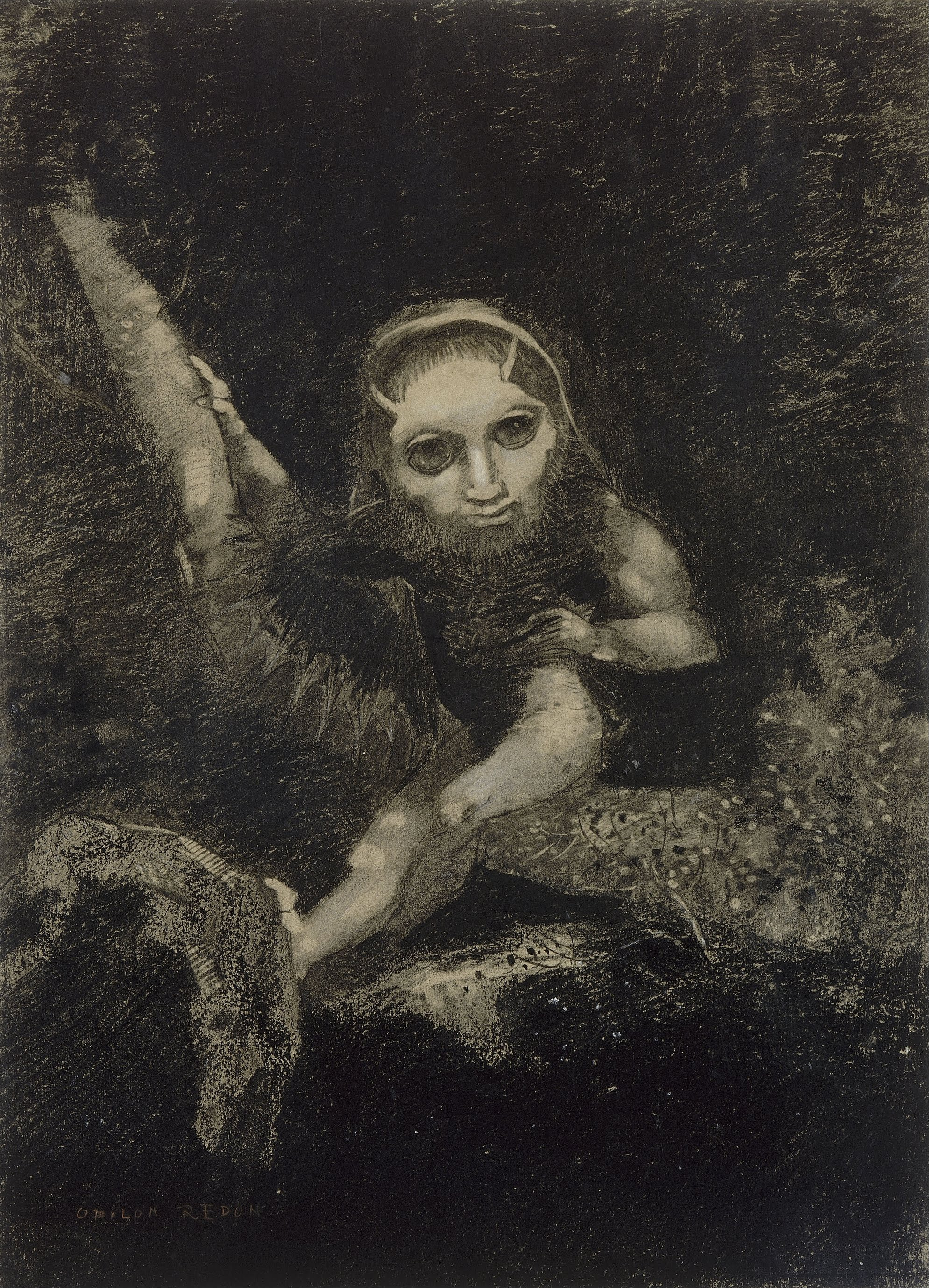
Caliban, 1881 (Musée d'Orsay)
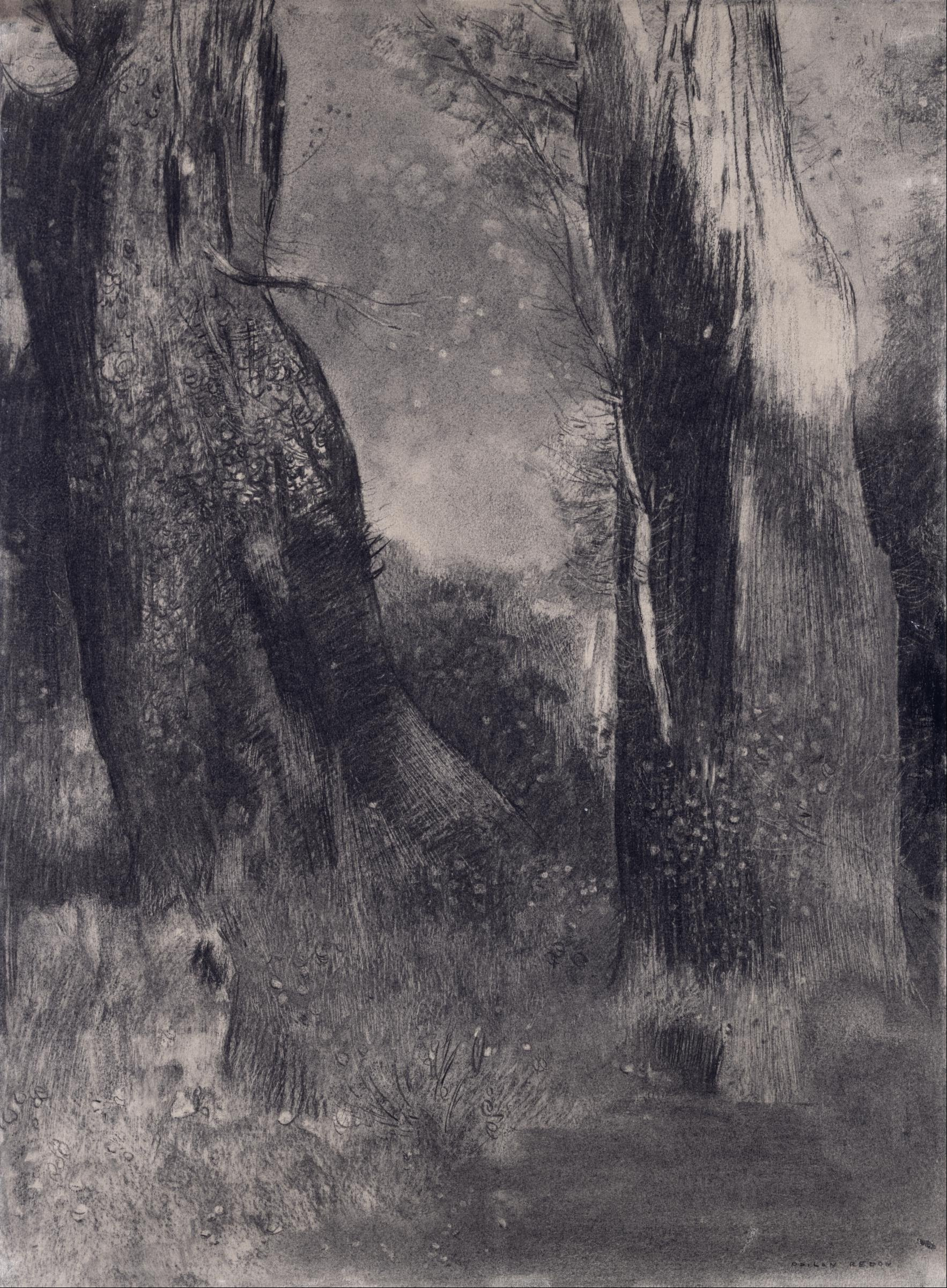
As Árvores, c. 1890s (Museum of Fine Arts, Houston)
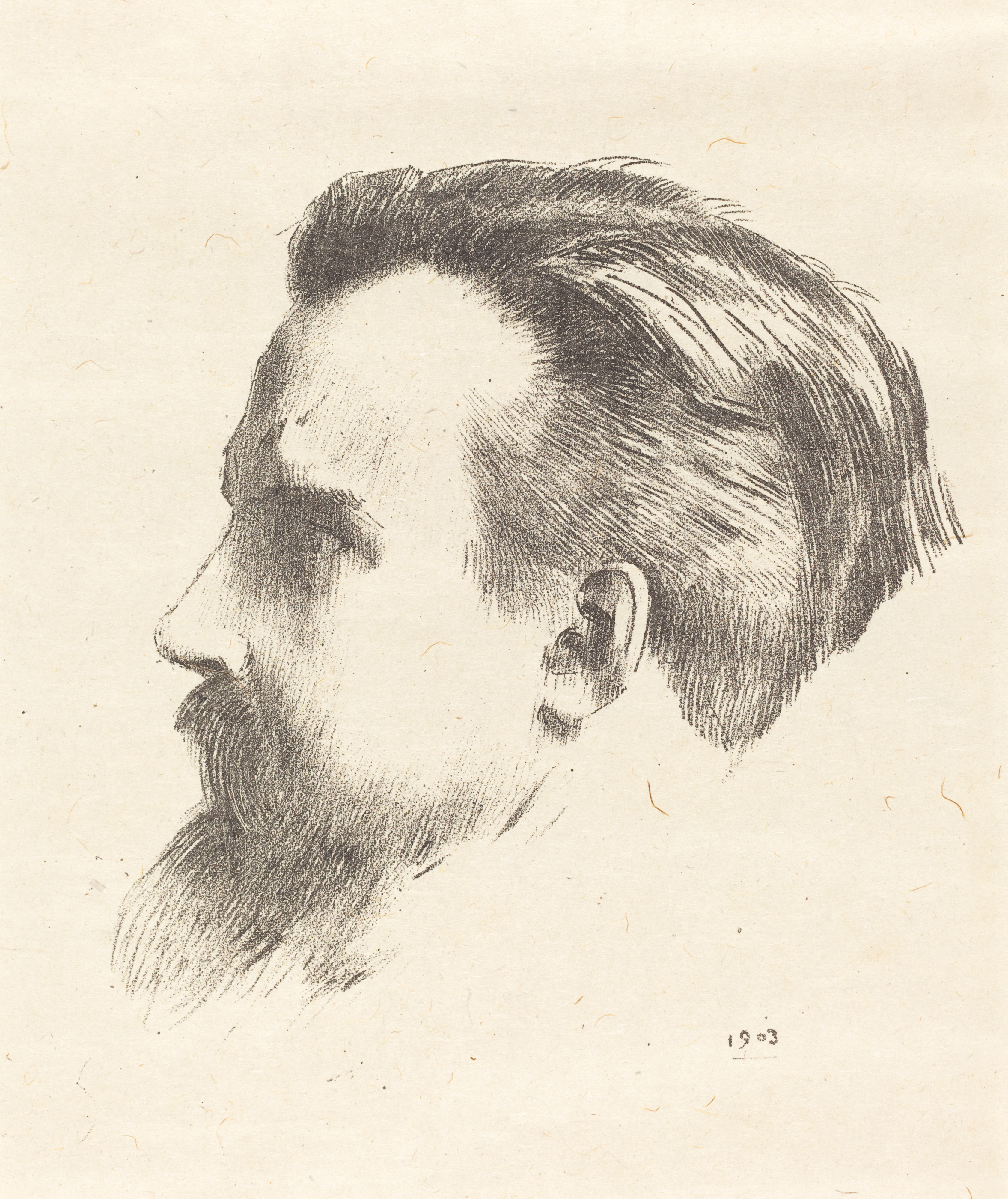
Maurice Denis, 1903. Litografia. National Gallery of Art, Rosenwald Collection, 1958.8.198
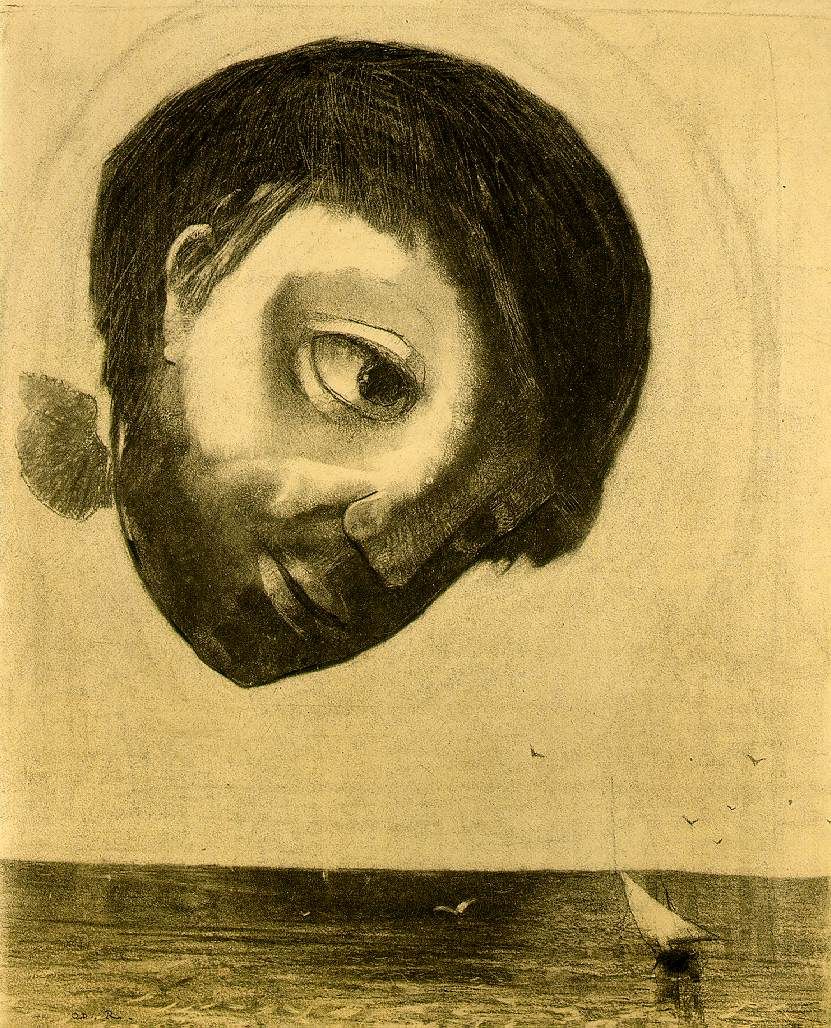
Espírito Guardião das Águas, 1878 (Art Institute of Chicago)
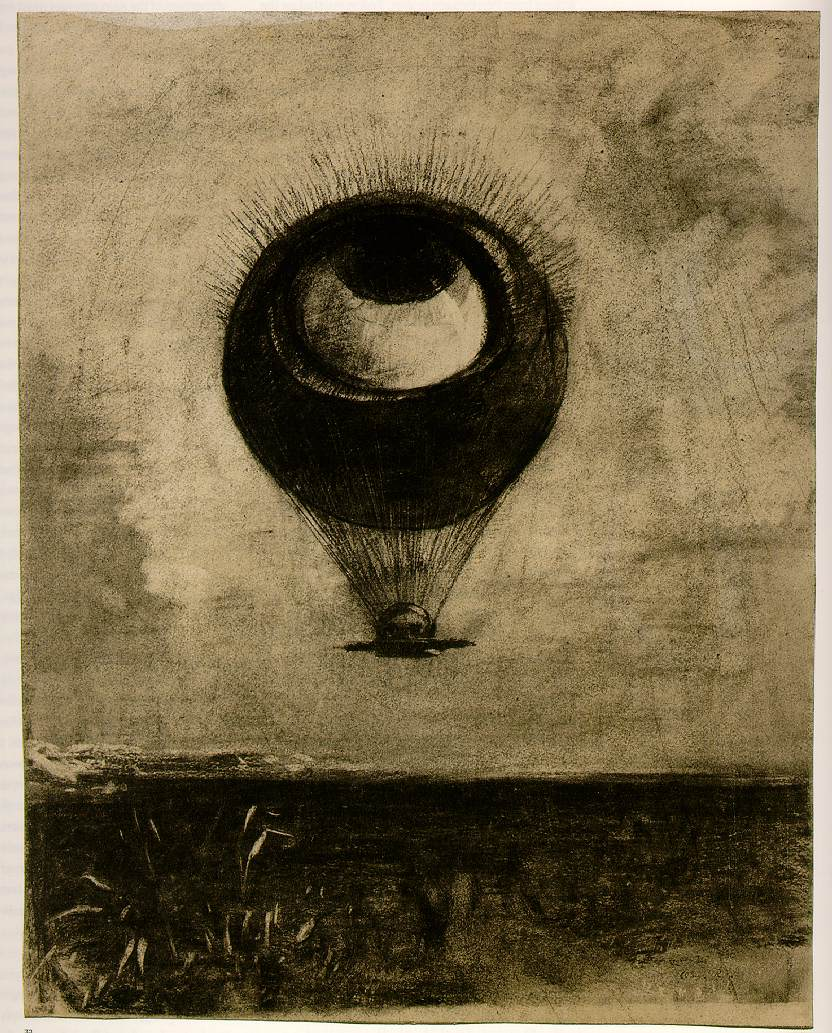
Olho-balão, litografia a Edgar Allan Poe, 1882
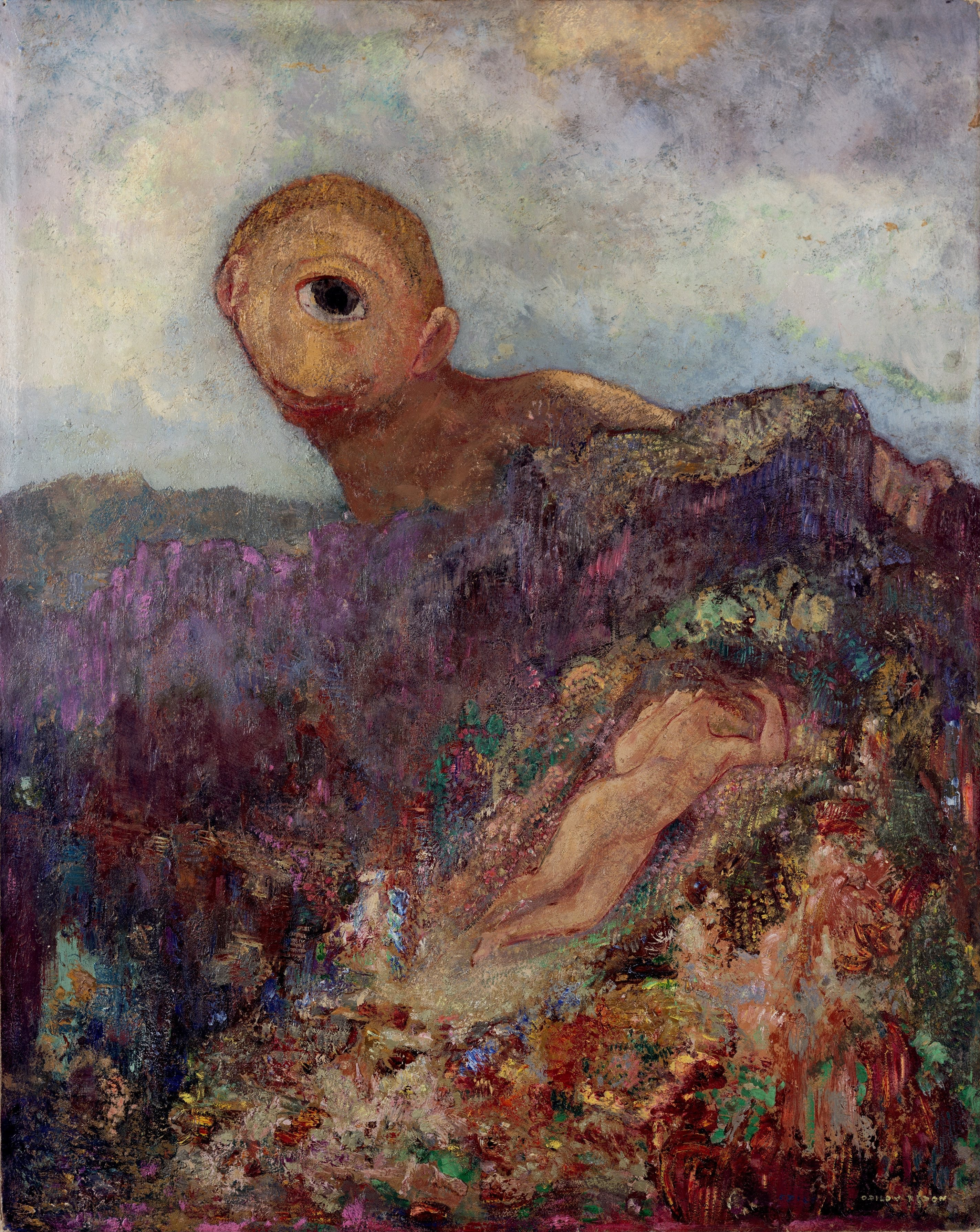
O Cíclope, 1914 (Kröller-Müller Museum)
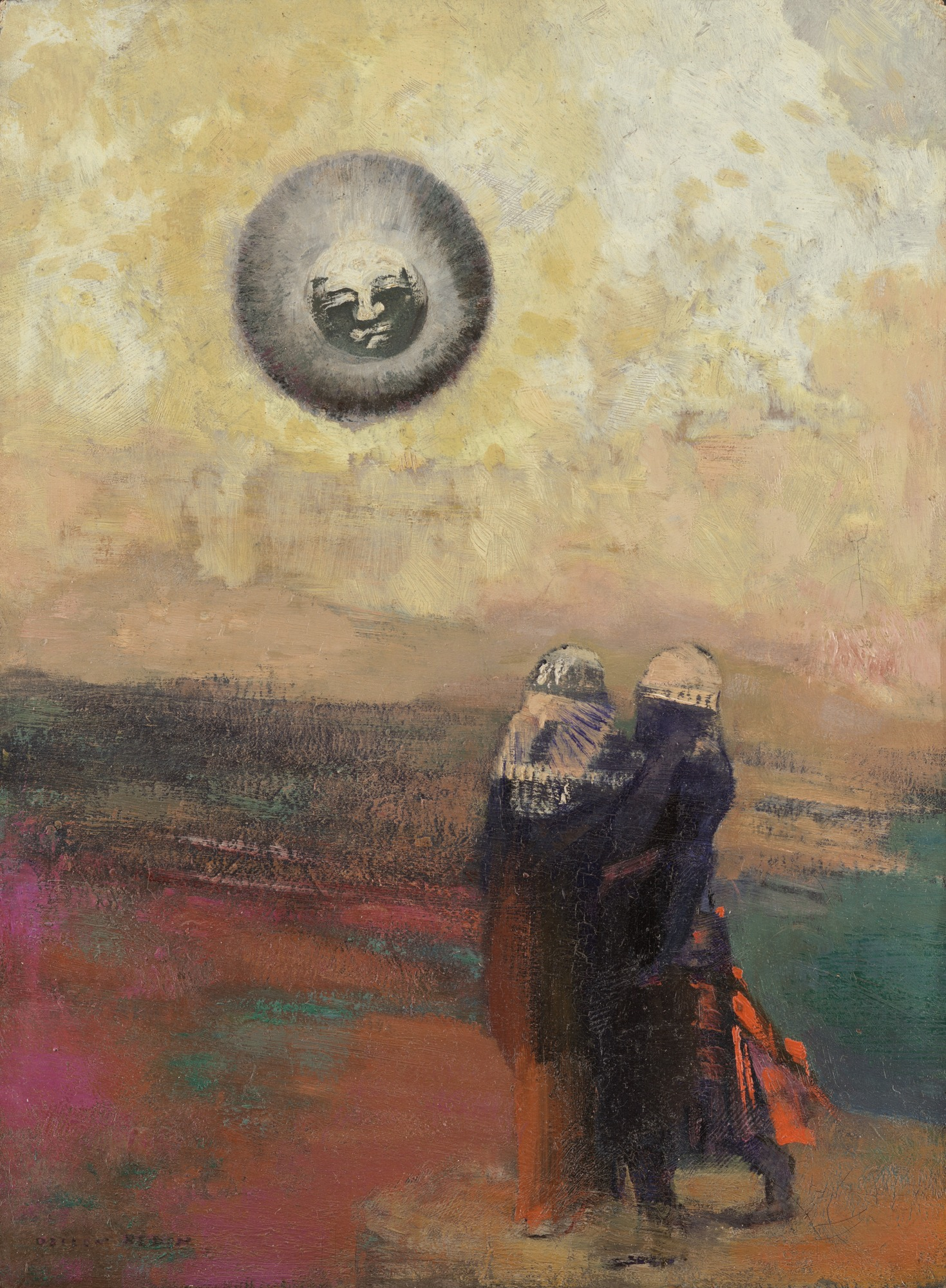
O Sol Negro, c. 1900
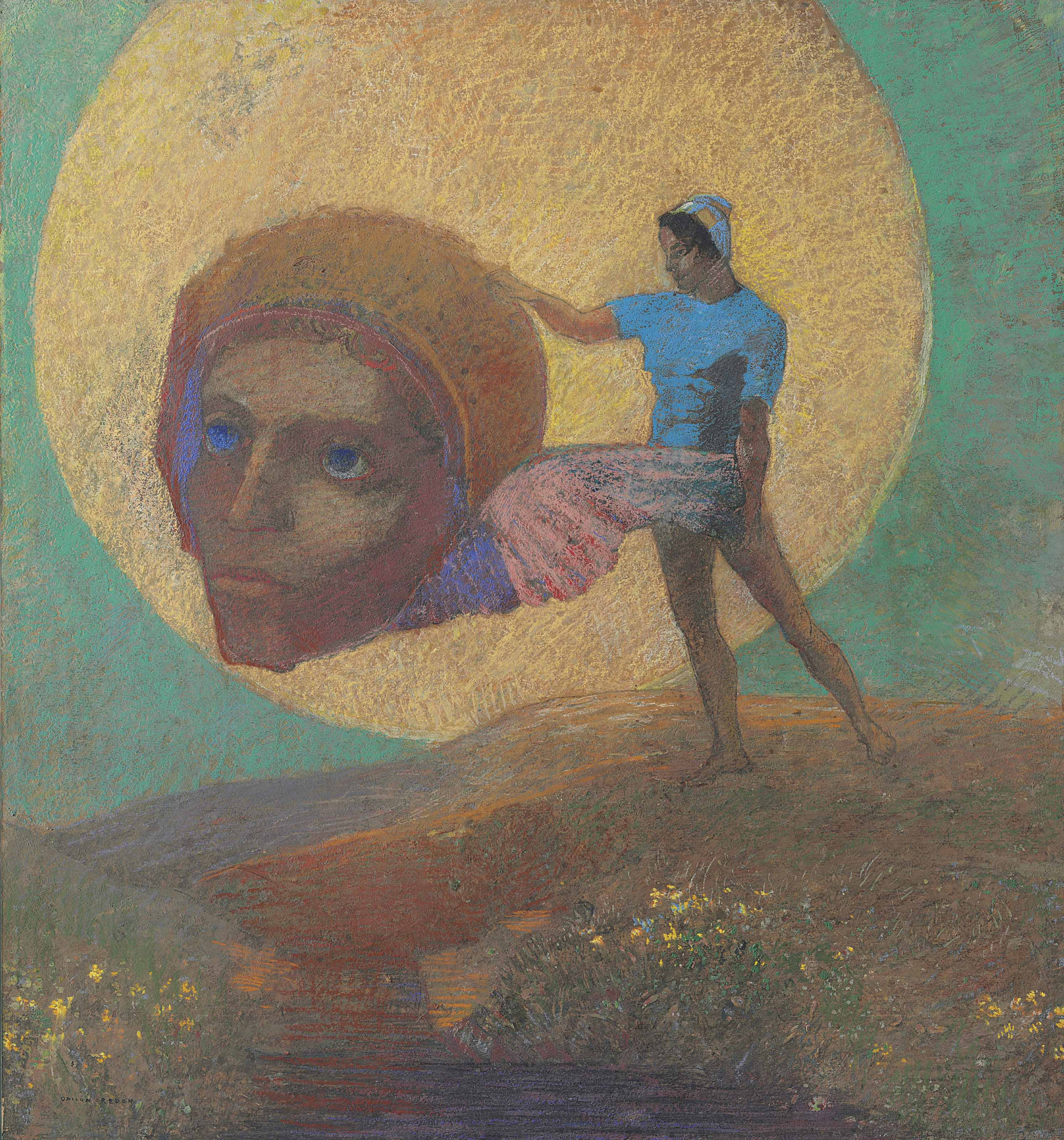
Figura portando uma cabeça alada, c. 1876
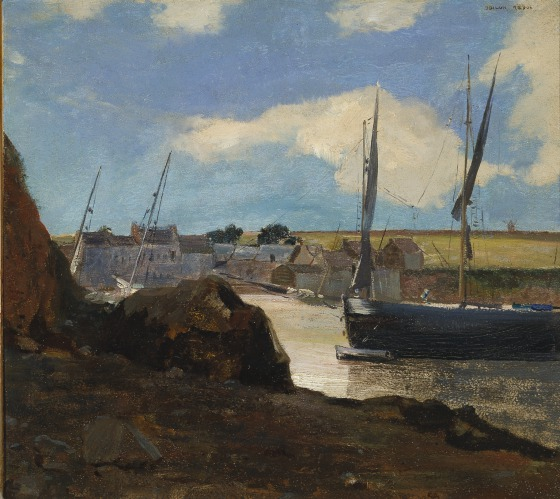
O Porto de Morgat, 1882, Dallas Museum of Art
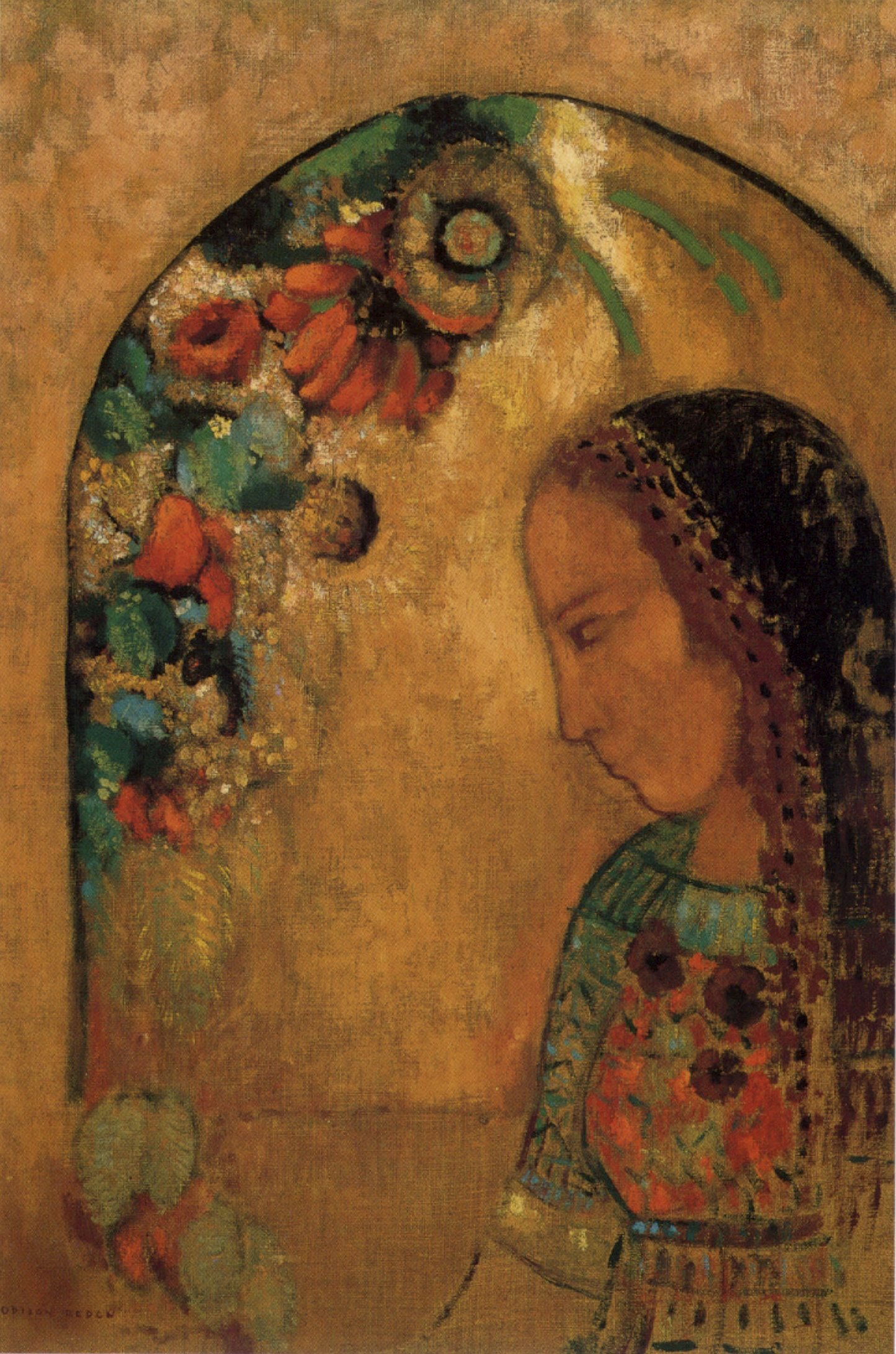
Dama das Flores, c. 1890–1895 (Honolulu Museum of Art)
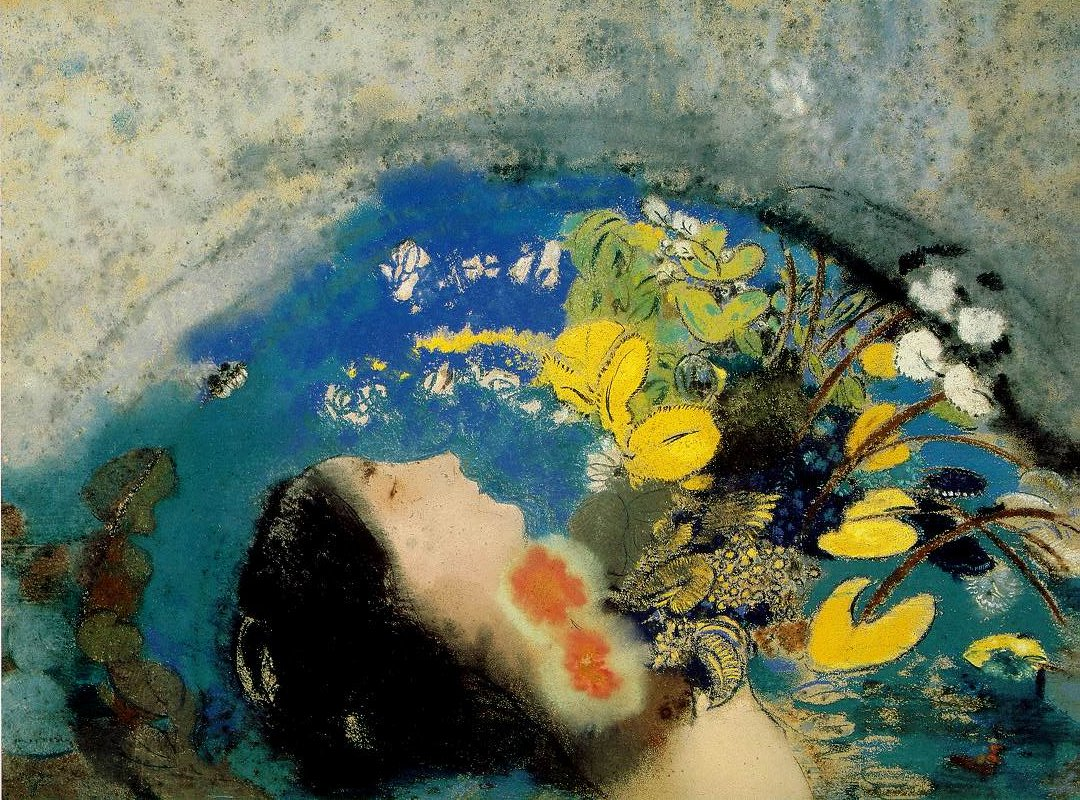
Ophelia, 1900–1905 (Dian Woodner Collection)
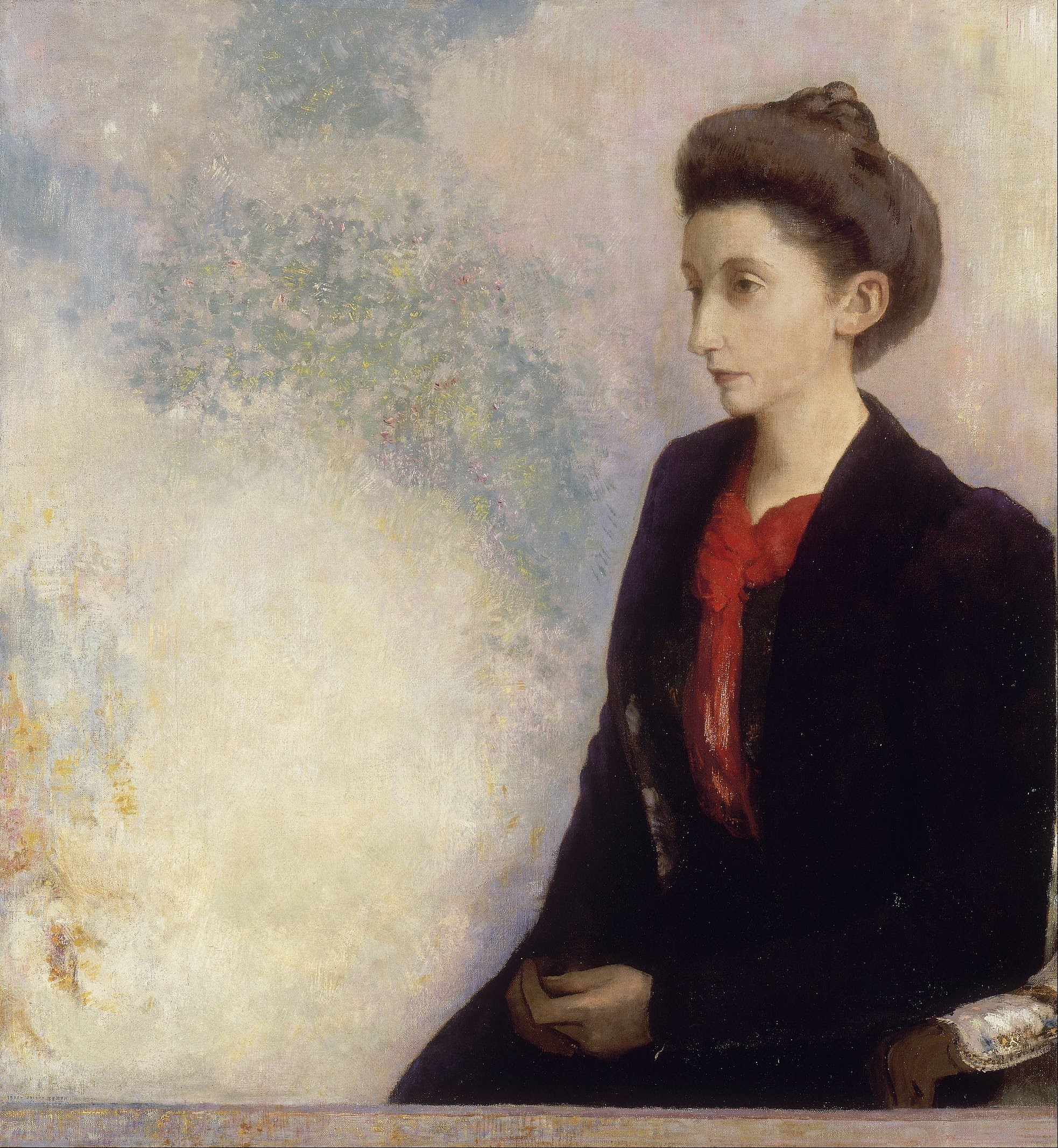
Baronesa Robert de Domecy, 1900 (Musée d'Orsay)
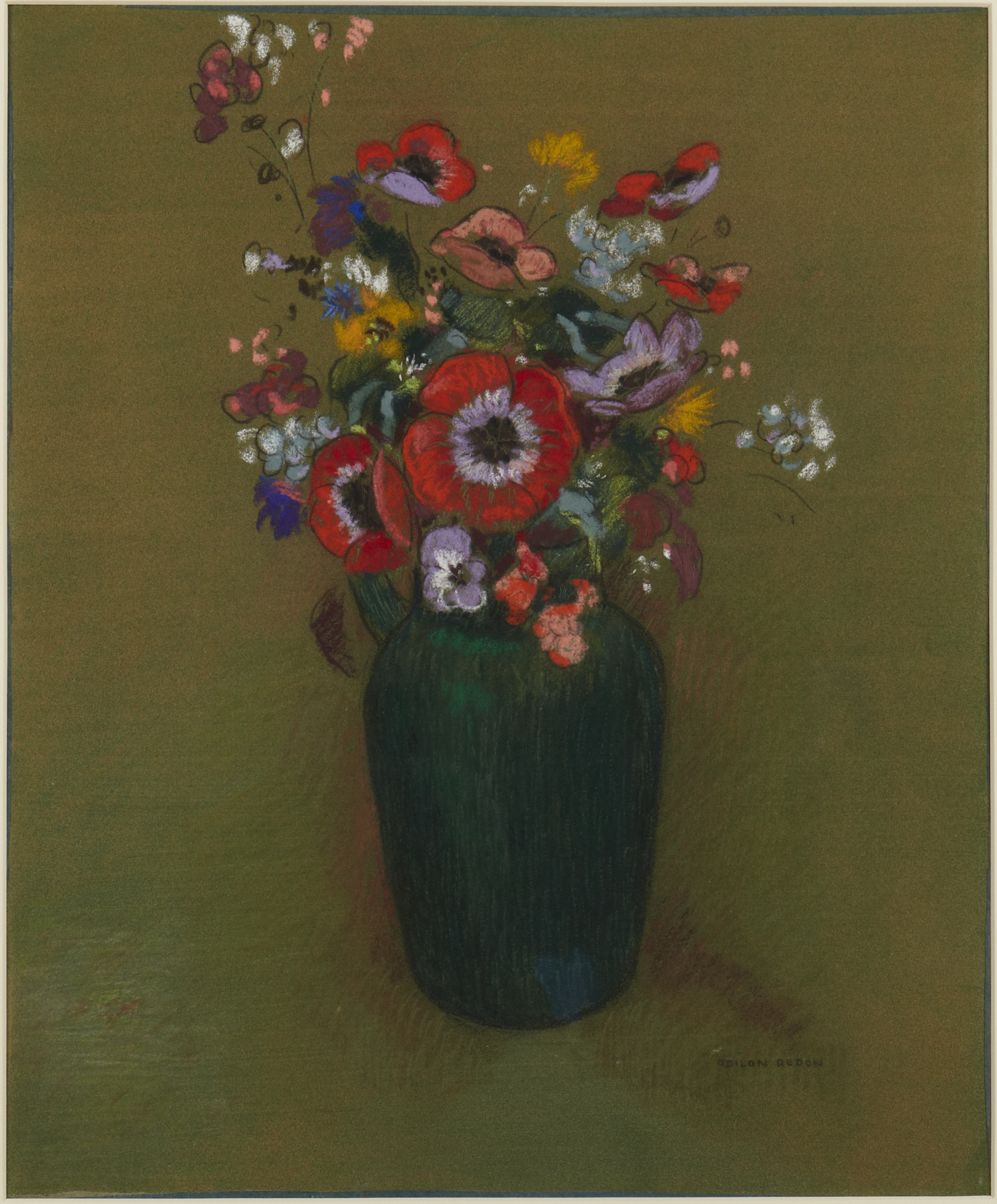
Vaso de Flores, c. 1900–1910, (Princeton University Art Museum)
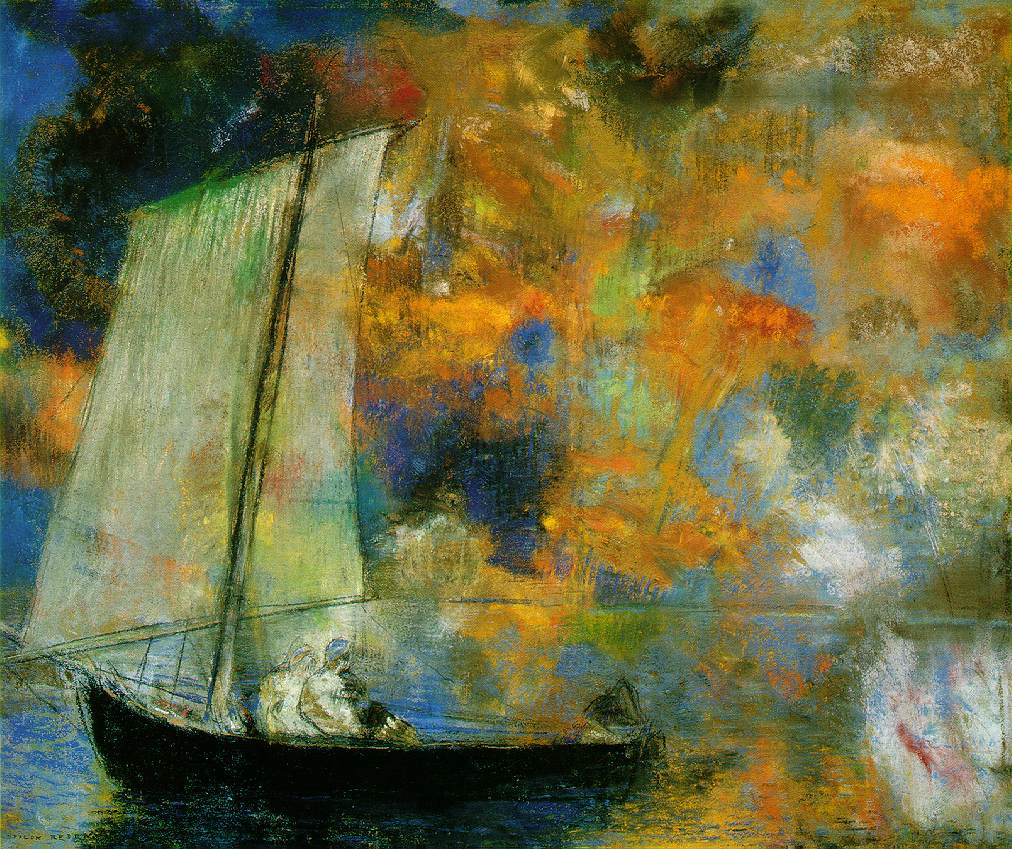
Nuvens Flores, 1903 (The Art Institute of Chicago)
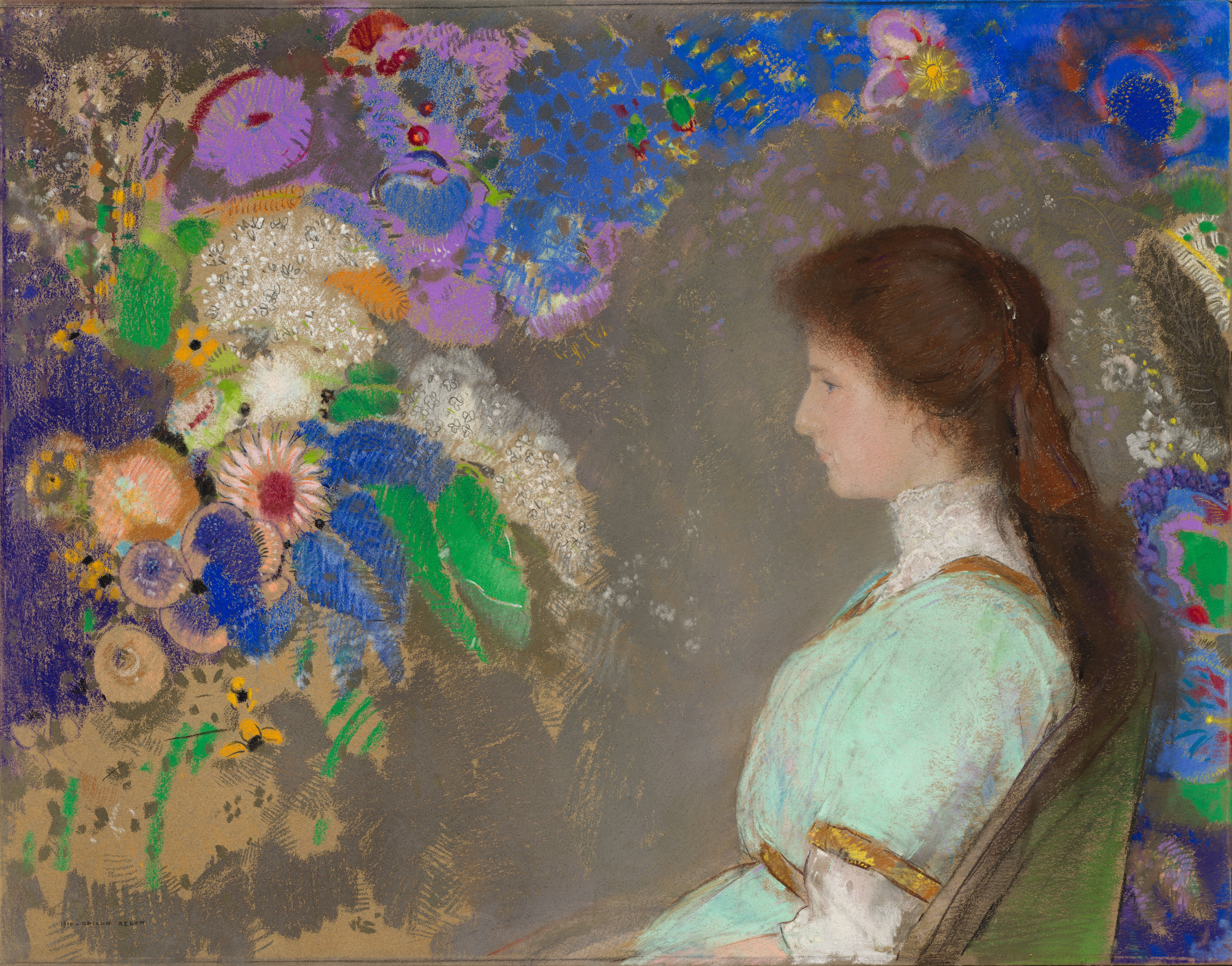
Retrato de Violette Heymann, 1910 (Cleveland Museum of Art)
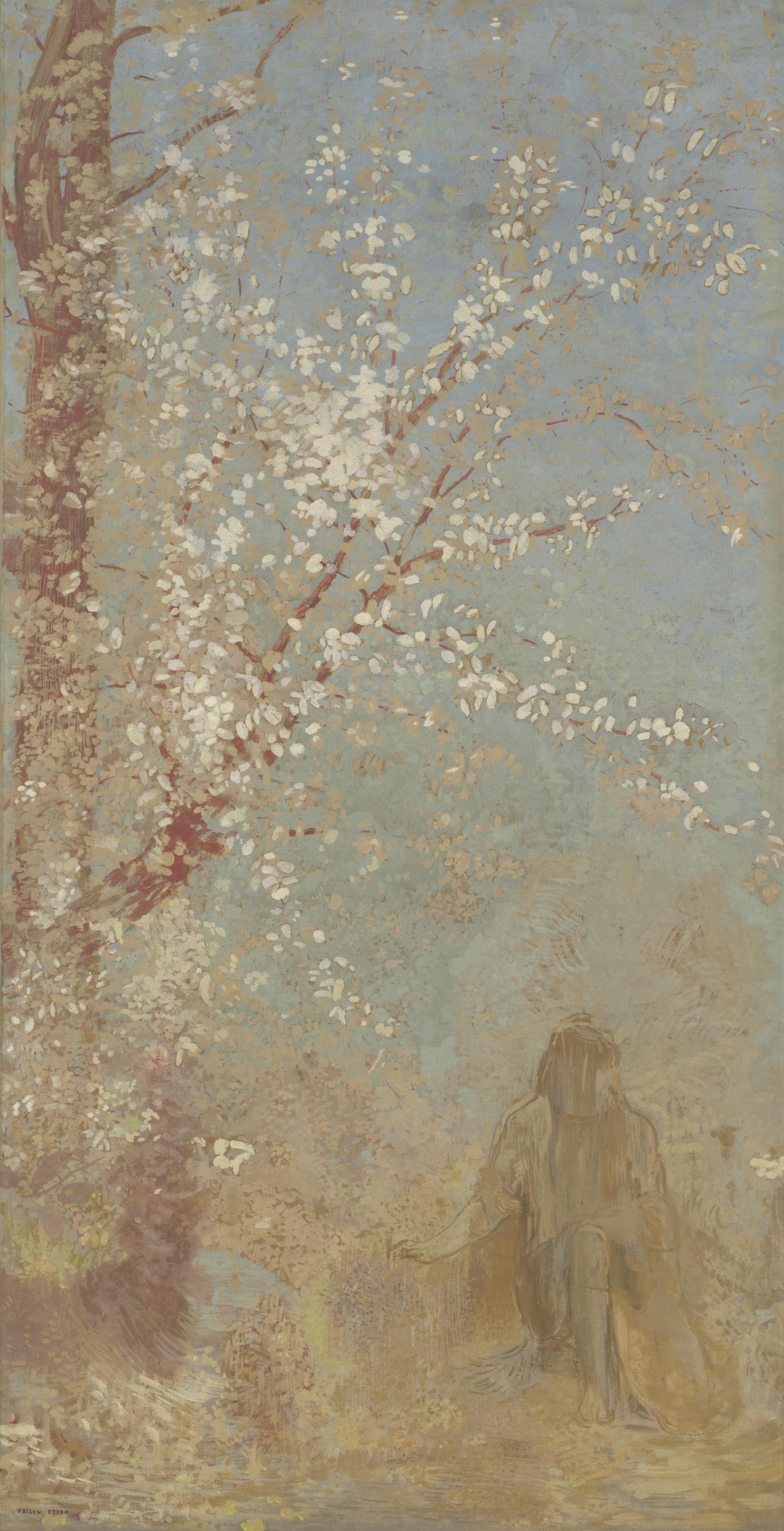
A Árvore Vermelha, 1905
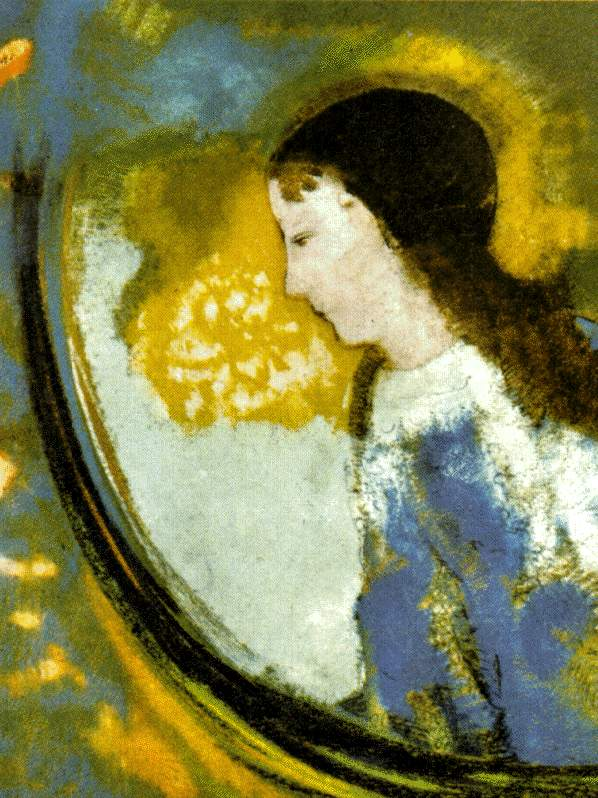
Moça
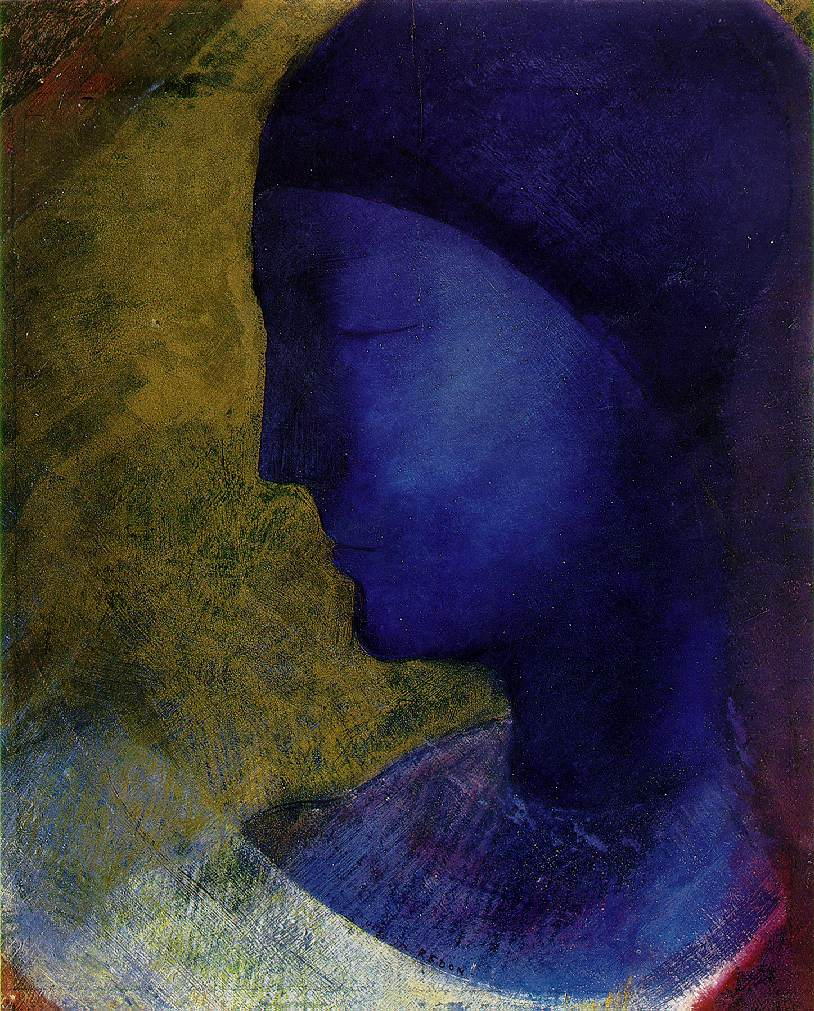
A Célula de Ouro, 1892
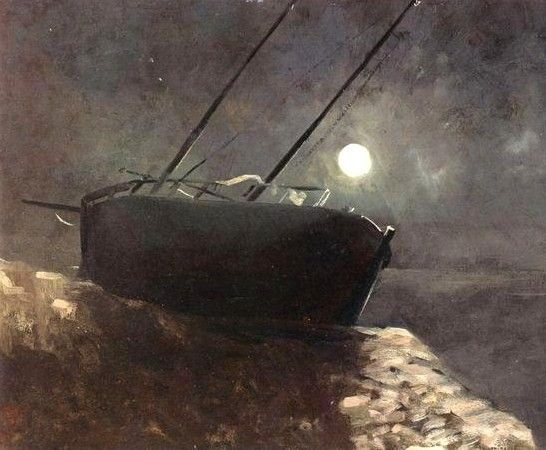
Barco ao luar
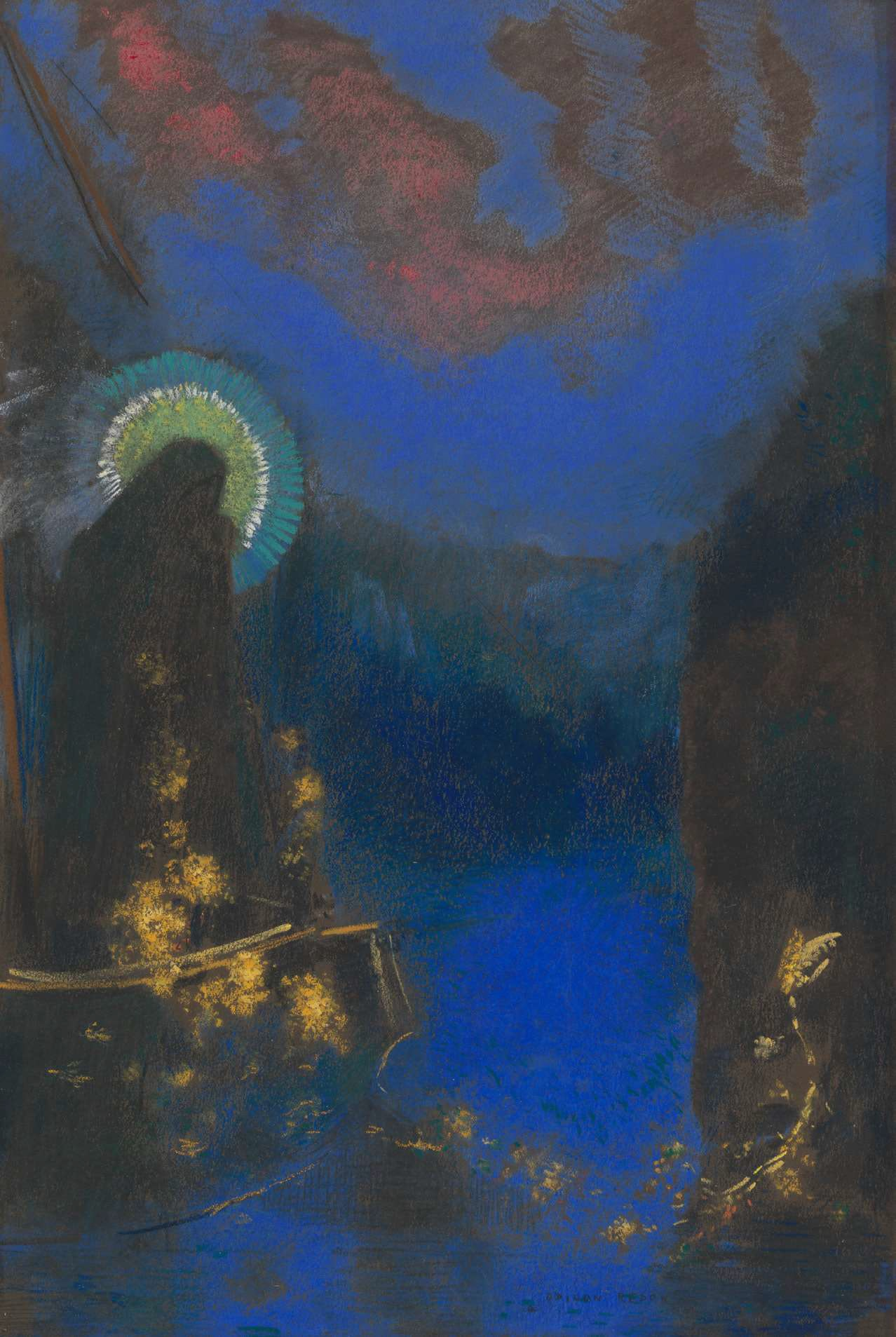
O Barco, também chamada Virgem com Coroa, 1898, Museu Van Gogh
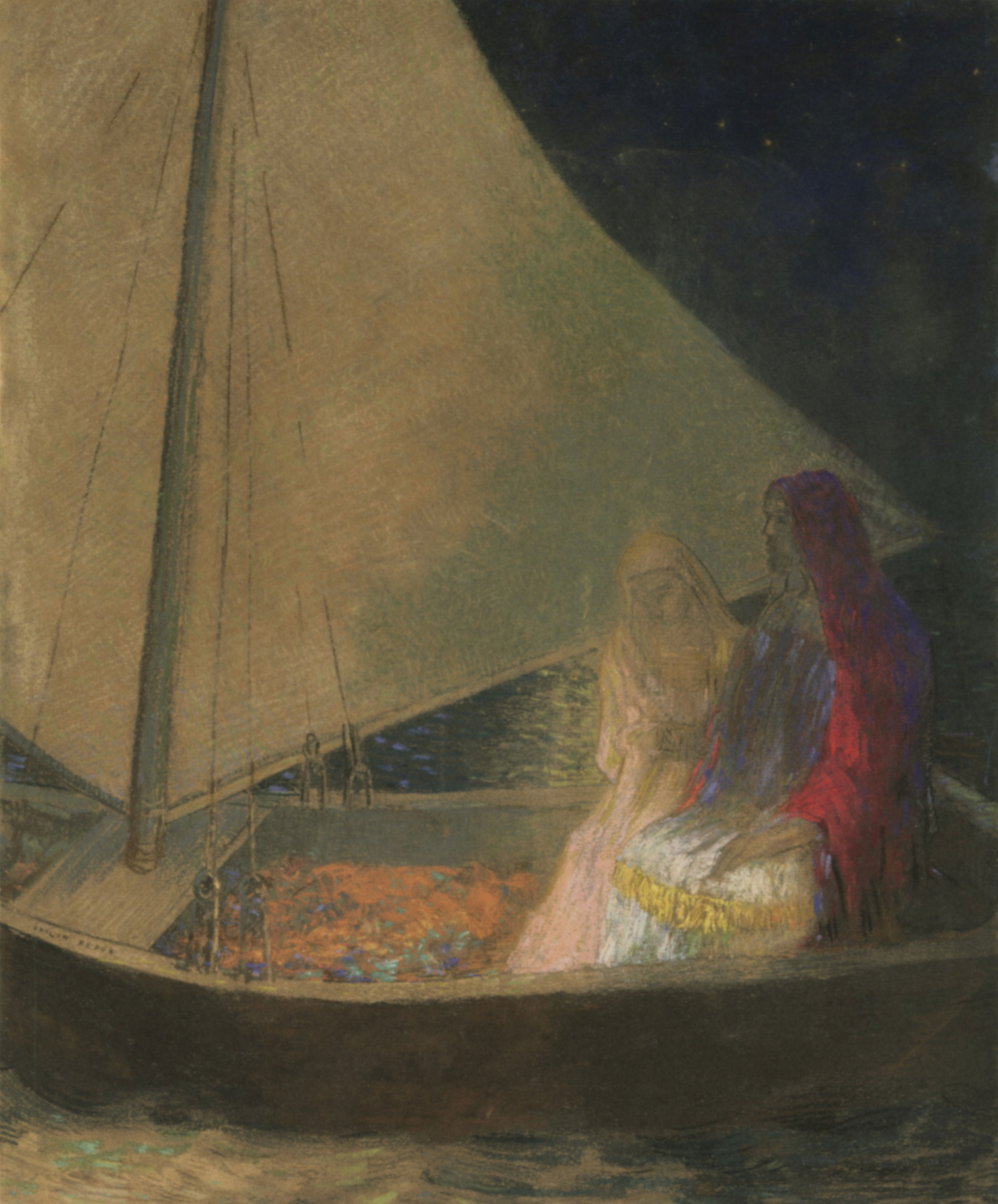
O Barco, c. 1902, Museu de Arte Moderna (Nova Iorque)